# Lista de asteroides (389001-390000)
Esta é uma lista parcial de asteroides, do asteroide número 389001 até o 390000, inclusive. Veja também o índice com todas as listas disponíveis.

| Objeto Próximos à Terra | Cinturão de asteroides (interno) | Cinturão de asteroides (externo) | Centauro       |
| Cruzador de Marte       | Cinturão de asteroides (meio)    | Troianos de Júpiter              | Transnetuniano |

Veja mais dados de cada asteroide na ligação externa para o Minor Planet Center na última coluna.
Índice: 389001... 389101... 389201... 389301... 389401... 389501... 389601... 389701... 389801... 389901... 

## 389001–389100
| Designação | Designação | Descoberta  | Descoberta   | Descobridor(es)     | Categoria | Mais informações / Referência |
| Permanente | Provisória | Data        | Local        | Descobridor(es)     | Categoria | Mais informações / Referência |
| ---------- | ---------- | ----------- | ------------ | ------------------- | --------- | ----------------------------- |
| 389001     | 2008 UT144 | 23 out 2008 | Kitt Peak    | Spacewatch          | —         | MPC                           |
| 389002     | 2008 UH148 | 23 out 2008 | Kitt Peak    | Spacewatch          | —         | MPC                           |
| 389003     | 2008 UJ148 | 20 mar 2007 | Kitt Peak    | Spacewatch          | —         | MPC                           |
| 389004     | 2008 UT161 | 24 out 2008 | Kitt Peak    | Spacewatch          | —         | MPC                           |
| 389005     | 2008 UP168 | 24 out 2008 | Kitt Peak    | Spacewatch          | —         | MPC                           |
| 389006     | 2008 UZ168 | 24 out 2008 | Kitt Peak    | Spacewatch          | —         | MPC                           |
| 389007     | 2008 UM175 | 24 out 2008 | Mount Lemmon | Mount Lemmon Survey | —         | MPC                           |
| 389008     | 2008 UL176 | 24 out 2008 | Mount Lemmon | Mount Lemmon Survey | —         | MPC                           |
| 389009     | 2008 UQ177 | 9 out 2008  | Kitt Peak    | Spacewatch          | —         | MPC                           |
| 389010     | 2008 UG180 | 24 out 2008 | Kitt Peak    | Spacewatch          | —         | MPC                           |
| 389011     | 2008 UZ187 | 24 out 2008 | Kitt Peak    | Spacewatch          | —         | MPC                           |
| 389012     | 2008 UH191 | 25 out 2008 | Mount Lemmon | Mount Lemmon Survey | —         | MPC                           |
| 389013     | 2008 UF204 | 22 out 2008 | Kitt Peak    | Spacewatch          | —         | MPC                           |
| 389014     | 2008 UL206 | 25 set 2008 | Kitt Peak    | Spacewatch          | Phocaea   | MPC                           |
| 389015     | 2008 UN207 | 23 out 2008 | Kitt Peak    | Spacewatch          | —         | MPC                           |
| 389016     | 2008 UW215 | 24 out 2008 | Kitt Peak    | Spacewatch          | —         | MPC                           |
| 389017     | 2008 UG224 | 25 out 2008 | Kitt Peak    | Spacewatch          | —         | MPC                           |
| 389018     | 2008 UR225 | 25 out 2008 | Mount Lemmon | Mount Lemmon Survey | —         | MPC                           |
| 389019     | 2008 UX225 | 25 out 2008 | Catalina     | CSS                 | —         | MPC                           |
| 389020     | 2008 UR227 | 21 out 2008 | Kitt Peak    | Spacewatch          | —         | MPC                           |
| 389021     | 2008 UC238 | 28 set 2008 | Mount Lemmon | Mount Lemmon Survey | —         | MPC                           |
| 389022     | 2008 UC239 | 26 out 2008 | Mount Lemmon | Mount Lemmon Survey | —         | MPC                           |
| 389023     | 2008 UH255 | 27 out 2008 | Kitt Peak    | Spacewatch          | —         | MPC                           |
| 389024     | 2008 UK274 | 28 out 2008 | Kitt Peak    | Spacewatch          | —         | MPC                           |
| 389025     | 2008 UM282 | 28 out 2008 | Kitt Peak    | Spacewatch          | —         | MPC                           |
| 389026     | 2008 UP316 | 30 out 2008 | Kitt Peak    | Spacewatch          | —         | MPC                           |
| 389027     | 2008 UF318 | 31 out 2008 | Mount Lemmon | Mount Lemmon Survey | Meliboea  | MPC                           |
| 389028     | 2008 UE319 | 24 set 2008 | Kitt Peak    | Spacewatch          | —         | MPC                           |
| 389029     | 2008 UF322 | 8 out 2008  | Mount Lemmon | Mount Lemmon Survey | —         | MPC                           |
| 389030     | 2008 UH322 | 31 out 2008 | Mount Lemmon | Mount Lemmon Survey | —         | MPC                           |
| 389031     | 2008 UT323 | 31 out 2008 | Catalina     | CSS                 | —         | MPC                           |
| 389032     | 2008 UH325 | 31 out 2008 | Kitt Peak    | Spacewatch          | —         | MPC                           |
| 389033     | 2008 UN344 | 30 out 2008 | Kitt Peak    | Spacewatch          | —         | MPC                           |
| 389034     | 2008 UZ348 | 26 out 2008 | Kitt Peak    | Spacewatch          | —         | MPC                           |
| 389035     | 2008 UN354 | 27 out 2008 | Mount Lemmon | Mount Lemmon Survey | —         | MPC                           |
| 389036     | 2008 UH355 | 21 out 2008 | Mount Lemmon | Mount Lemmon Survey | —         | MPC                           |
| 389037     | 2008 UM355 | 24 out 2008 | Catalina     | CSS                 | —         | MPC                           |
| 389038     | 2008 US355 | 26 out 2008 | Mount Lemmon | Mount Lemmon Survey | —         | MPC                           |
| 389039     | 2008 UU359 | 28 out 2008 | Kitt Peak    | Spacewatch          | —         | MPC                           |
| 389040     | 2008 UD360 | 29 out 2008 | Kitt Peak    | Spacewatch          | —         | MPC                           |
| 389041     | 2008 UE364 | 26 out 2008 | Catalina     | CSS                 | —         | MPC                           |
| 389042     | 2008 UD368 | 6 jan 2005  | Catalina     | CSS                 | —         | MPC                           |
| 389043     | 2008 UA370 | 26 out 2008 | Mount Lemmon | Mount Lemmon Survey | —         | MPC                           |
| 389044     | 2008 UA371 | 25 out 2008 | Mount Lemmon | Mount Lemmon Survey | —         | MPC                           |
| 389045     | 2008 VO2   | 2 nov 2008  | Socorro      | LINEAR              | —         | MPC                           |
| 389046     | 2008 VW6   | 1 nov 2008  | Mount Lemmon | Mount Lemmon Survey | —         | MPC                           |
| 389047     | 2008 VY35  | 2 nov 2008  | Kitt Peak    | Spacewatch          | —         | MPC                           |
| 389048     | 2008 VY38  | 2 nov 2008  | Catalina     | CSS                 | —         | MPC                           |
| 389049     | 2008 VG42  | 3 nov 2008  | Mount Lemmon | Mount Lemmon Survey | —         | MPC                           |
| 389050     | 2008 VL46  | 20 out 2008 | Kitt Peak    | Spacewatch          | —         | MPC                           |
| 389051     | 2008 VE47  | 3 nov 2008  | Kitt Peak    | Spacewatch          | —         | MPC                           |
| 389052     | 2008 VH51  | 4 nov 2008  | Kitt Peak    | Spacewatch          | —         | MPC                           |
| 389053     | 2008 VK51  | 4 nov 2008  | Kitt Peak    | Spacewatch          | —         | MPC                           |
| 389054     | 2008 VP52  | 29 set 2008 | Mount Lemmon | Mount Lemmon Survey | —         | MPC                           |
| 389055     | 2008 VS53  | 22 set 2008 | Mount Lemmon | Mount Lemmon Survey | Phocaea   | MPC                           |
| 389056     | 2008 VY63  | 8 nov 2008  | Kitt Peak    | Spacewatch          | —         | MPC                           |
| 389057     | 2008 VH64  | 3 nov 2008  | Kitt Peak    | Spacewatch          | —         | MPC                           |
| 389058     | 2008 VV66  | 6 nov 2008  | Kitt Peak    | Spacewatch          | —         | MPC                           |
| 389059     | 2008 VD72  | 6 nov 2008  | Kitt Peak    | Spacewatch          | —         | MPC                           |
| 389060     | 2008 VE79  | 1 nov 2008  | Socorro      | LINEAR              | —         | MPC                           |
| 389061     | 2008 WJ    | 18 nov 2008 | Sandlot      | G. Hug              | —         | MPC                           |
| 389062     | 2008 WJ2   | 19 nov 2008 | Skylive      | F. Tozzi            | —         | MPC                           |
| 389063     | 2008 WY8   | 26 set 2008 | Kitt Peak    | Spacewatch          | —         | MPC                           |
| 389064     | 2008 WJ30  | 19 nov 2008 | Mount Lemmon | Mount Lemmon Survey | —         | MPC                           |
| 389065     | 2008 WT49  | 18 nov 2008 | Catalina     | CSS                 | —         | MPC                           |
| 389066     | 2008 WE50  | 18 nov 2008 | Catalina     | CSS                 | —         | MPC                           |
| 389067     | 2008 WG55  | 20 nov 2008 | Kitt Peak    | Spacewatch          | —         | MPC                           |
| 389068     | 2008 WE60  | 7 nov 2008  | Mount Lemmon | Mount Lemmon Survey | —         | MPC                           |
| 389069     | 2008 WG63  | 20 nov 2008 | Socorro      | LINEAR              | —         | MPC                           |
| 389070     | 2008 WE70  | 18 nov 2008 | Kitt Peak    | Spacewatch          | —         | MPC                           |
| 389071     | 2008 WC72  | 19 nov 2008 | Kitt Peak    | Spacewatch          | —         | MPC                           |
| 389072     | 2008 WN79  | 20 nov 2008 | Kitt Peak    | Spacewatch          | —         | MPC                           |
| 389073     | 2008 WG87  | 1 nov 2008  | Mount Lemmon | Mount Lemmon Survey | —         | MPC                           |
| 389074     | 2008 WF102 | 10 out 2008 | Catalina     | CSS                 | —         | MPC                           |
| 389075     | 2008 WV111 | 21 nov 2008 | Kitt Peak    | Spacewatch          | —         | MPC                           |
| 389076     | 2008 WV113 | 30 nov 2008 | Kitt Peak    | Spacewatch          | —         | MPC                           |
| 389077     | 2008 WW115 | 30 nov 2008 | Kitt Peak    | Spacewatch          | —         | MPC                           |
| 389078     | 2008 WX118 | 30 nov 2008 | Mount Lemmon | Mount Lemmon Survey | —         | MPC                           |
| 389079     | 2008 WL122 | 25 out 2008 | Catalina     | CSS                 | —         | MPC                           |
| 389080     | 2008 WZ124 | 19 nov 2008 | Kitt Peak    | Spacewatch          | —         | MPC                           |
| 389081     | 2008 WR130 | 30 nov 2008 | Kitt Peak    | Spacewatch          | —         | MPC                           |
| 389082     | 2008 WC133 | 28 nov 2008 | La Sagra     | Mallorca Obs.       | —         | MPC                           |
| 389083     | 2008 WY133 | 9 dez 2004  | Kitt Peak    | Spacewatch          | —         | MPC                           |
| 389084     | 2008 WB137 | 18 dez 2004 | Mount Lemmon | Mount Lemmon Survey | —         | MPC                           |
| 389085     | 2008 WC138 | 30 nov 2008 | Socorro      | LINEAR              | —         | MPC                           |
| 389086     | 2008 XS1   | 2 dez 2008  | Jarnac       | Jarnac Obs.         | —         | MPC                           |
| 389087     | 2008 XY4   | 4 dez 2008  | Socorro      | LINEAR              | —         | MPC                           |
| 389088     | 2008 XG8   | 28 out 2008 | Catalina     | CSS                 | —         | MPC                           |
| 389089     | 2008 XH21  | 1 dez 2008  | Kitt Peak    | Spacewatch          | —         | MPC                           |
| 389090     | 2008 XX31  | 23 mar 2006 | Catalina     | CSS                 | —         | MPC                           |
| 389091     | 2008 XS32  | 2 dez 2008  | Kitt Peak    | Spacewatch          | —         | MPC                           |
| 389092     | 2008 XM34  | 2 dez 2008  | Kitt Peak    | Spacewatch          | —         | MPC                           |
| 389093     | 2008 XB38  | 24 nov 2008 | Kitt Peak    | Spacewatch          | —         | MPC                           |
| 389094     | 2008 XB40  | 24 out 2003 | Kitt Peak    | Spacewatch          | —         | MPC                           |
| 389095     | 2008 XT40  | 2 dez 2008  | Mount Lemmon | Mount Lemmon Survey | —         | MPC                           |
| 389096     | 2008 XB41  | 2 dez 2008  | Kitt Peak    | Spacewatch          | —         | MPC                           |
| 389097     | 2008 XW46  | 6 dez 2008  | Mount Lemmon | Mount Lemmon Survey | Flora     | MPC                           |
| 389098     | 2008 XC48  | 4 dez 2008  | Mount Lemmon | Mount Lemmon Survey | —         | MPC                           |
| 389099     | 2008 XW52  | 3 dez 2008  | Mount Lemmon | Mount Lemmon Survey | —         | MPC                           |
| 389100     | 2008 YQ8   | 25 dez 2008 | Mayhill      | A. Lowe             | —         | MPC                           |

## 389101–389200
| Designação | Designação | Descoberta  | Descoberta        | Descobridor(es)     | Categoria | Mais informações / Referência |
| Permanente | Provisória | Data        | Local             | Descobridor(es)     | Categoria | Mais informações / Referência |
| ---------- | ---------- | ----------- | ----------------- | ------------------- | --------- | ----------------------------- |
| 389101     | 2008 YA11  | 20 dez 2008 | Mount Lemmon      | Mount Lemmon Survey | —         | MPC                           |
| 389102     | 2008 YL11  | 20 dez 2008 | Lulin Observatory | LUSS                | —         | MPC                           |
| 389103     | 2008 YZ13  | 20 dez 2008 | Mount Lemmon      | Mount Lemmon Survey | —         | MPC                           |
| 389104     | 2008 YB14  | 17 nov 2004 | Campo Imperatore  | CINEOS              | —         | MPC                           |
| 389105     | 2008 YC18  | 21 dez 2008 | Mount Lemmon      | Mount Lemmon Survey | —         | MPC                           |
| 389106     | 2008 YE20  | 21 nov 2008 | Mount Lemmon      | Mount Lemmon Survey | —         | MPC                           |
| 389107     | 2008 YP35  | 22 dez 2008 | Kitt Peak         | Spacewatch          | —         | MPC                           |
| 389108     | 2008 YN37  | 22 dez 2008 | Kitt Peak         | Spacewatch          | —         | MPC                           |
| 389109     | 2008 YJ40  | 29 dez 2008 | Kitt Peak         | Spacewatch          | —         | MPC                           |
| 389110     | 2008 YN57  | 5 dez 2008  | Mount Lemmon      | Mount Lemmon Survey | Eos       | MPC                           |
| 389111     | 2008 YQ62  | 30 dez 2008 | Mount Lemmon      | Mount Lemmon Survey | —         | MPC                           |
| 389112     | 2008 YG63  | 30 dez 2008 | Mount Lemmon      | Mount Lemmon Survey | —         | MPC                           |
| 389113     | 2008 YT90  | 29 dez 2008 | Kitt Peak         | Spacewatch          | —         | MPC                           |
| 389114     | 2008 YC92  | 29 dez 2008 | Kitt Peak         | Spacewatch          | —         | MPC                           |
| 389115     | 2008 YP94  | 29 dez 2008 | Kitt Peak         | Spacewatch          | —         | MPC                           |
| 389116     | 2008 YD96  | 29 dez 2008 | Kitt Peak         | Spacewatch          | —         | MPC                           |
| 389117     | 2008 YE97  | 29 dez 2008 | Mount Lemmon      | Mount Lemmon Survey | —         | MPC                           |
| 389118     | 2008 YW105 | 29 dez 2008 | Kitt Peak         | Spacewatch          | —         | MPC                           |
| 389119     | 2008 YY107 | 24 nov 2008 | Mount Lemmon      | Mount Lemmon Survey | —         | MPC                           |
| 389120     | 2008 YD117 | 29 dez 2008 | Kitt Peak         | Spacewatch          | —         | MPC                           |
| 389121     | 2008 YD118 | 29 dez 2008 | Mount Lemmon      | Mount Lemmon Survey | —         | MPC                           |
| 389122     | 2008 YV119 | 30 dez 2008 | Kitt Peak         | Spacewatch          | —         | MPC                           |
| 389123     | 2008 YM127 | 30 dez 2008 | Kitt Peak         | Spacewatch          | —         | MPC                           |
| 389124     | 2008 YV127 | 30 dez 2008 | Kitt Peak         | Spacewatch          | —         | MPC                           |
| 389125     | 2008 YN142 | 30 dez 2008 | Kitt Peak         | Spacewatch          | —         | MPC                           |
| 389126     | 2008 YK143 | 22 dez 2008 | Mount Lemmon      | Mount Lemmon Survey | —         | MPC                           |
| 389127     | 2008 YB148 | 31 dez 2008 | Mount Lemmon      | Mount Lemmon Survey | —         | MPC                           |
| 389128     | 2008 YV150 | 22 dez 2008 | Kitt Peak         | Spacewatch          | —         | MPC                           |
| 389129     | 2008 YB168 | 21 dez 2008 | Catalina          | CSS                 | —         | MPC                           |
| 389130     | 2008 YW170 | 31 dez 2008 | Kitt Peak         | Spacewatch          | —         | MPC                           |
| 389131     | 2009 AW1   | 3 jan 2009  | Farra d'Isonzo    | Farra d'Isonzo      | —         | MPC                           |
| 389132     | 2009 AT23  | 22 dez 2008 | Kitt Peak         | Spacewatch          | —         | MPC                           |
| 389133     | 2009 AP31  | 15 jan 2009 | Kitt Peak         | Spacewatch          | —         | MPC                           |
| 389134     | 2009 AW32  | 13 set 2007 | Mount Lemmon      | Mount Lemmon Survey | —         | MPC                           |
| 389135     | 2009 AH33  | 15 jan 2009 | Kitt Peak         | Spacewatch          | —         | MPC                           |
| 389136     | 2009 AW35  | 31 dez 2008 | Mount Lemmon      | Mount Lemmon Survey | —         | MPC                           |
| 389137     | 2009 AW37  | 2 jan 2009  | Kitt Peak         | Spacewatch          | —         | MPC                           |
| 389138     | 2009 AE39  | 10 mar 2005 | Mount Lemmon      | Mount Lemmon Survey | —         | MPC                           |
| 389139     | 2009 AL43  | 15 jan 2009 | Kitt Peak         | Spacewatch          | —         | MPC                           |
| 389140     | 2009 AE46  | 3 jan 2009  | Mount Lemmon      | Mount Lemmon Survey | —         | MPC                           |
| 389141     | 2009 AF47  | 1 jan 2009  | Kitt Peak         | Spacewatch          | —         | MPC                           |
| 389142     | 2009 AG50  | 1 jan 2009  | Kitt Peak         | Spacewatch          | Chimaera  | MPC                           |
| 389143     | 2009 AB51  | 10 out 2007 | Catalina          | CSS                 | —         | MPC                           |
| 389144     | 2009 BY3   | 3 jan 2009  | Mount Lemmon      | Mount Lemmon Survey | Brangane  | MPC                           |
| 389145     | 2009 BC6   | 17 jan 2009 | Socorro           | LINEAR              | —         | MPC                           |
| 389146     | 2009 BO27  | 16 jan 2009 | Kitt Peak         | Spacewatch          | —         | MPC                           |
| 389147     | 2009 BB30  | 16 jan 2009 | Kitt Peak         | Spacewatch          | —         | MPC                           |
| 389148     | 2009 BC30  | 29 dez 2008 | Kitt Peak         | Spacewatch          | —         | MPC                           |
| 389149     | 2009 BA31  | 16 jan 2009 | Kitt Peak         | Spacewatch          | Brangane  | MPC                           |
| 389150     | 2009 BW32  | 16 jan 2009 | Kitt Peak         | Spacewatch          | —         | MPC                           |
| 389151     | 2009 BY33  | 2 jan 2009  | Mount Lemmon      | Mount Lemmon Survey | —         | MPC                           |
| 389152     | 2009 BN37  | 30 dez 2008 | Mount Lemmon      | Mount Lemmon Survey | —         | MPC                           |
| 389153     | 2009 BR37  | 16 jan 2009 | Kitt Peak         | Spacewatch          | —         | MPC                           |
| 389154     | 2009 BL39  | 16 jan 2009 | Kitt Peak         | Spacewatch          | —         | MPC                           |
| 389155     | 2009 BC40  | 16 jan 2009 | Kitt Peak         | Spacewatch          | —         | MPC                           |
| 389156     | 2009 BA45  | 16 jan 2009 | Kitt Peak         | Spacewatch          | —         | MPC                           |
| 389157     | 2009 BL47  | 16 jan 2009 | Kitt Peak         | Spacewatch          | —         | MPC                           |
| 389158     | 2009 BX50  | 16 jan 2009 | Mount Lemmon      | Mount Lemmon Survey | —         | MPC                           |
| 389159     | 2009 BH52  | 16 jan 2009 | Mount Lemmon      | Mount Lemmon Survey | —         | MPC                           |
| 389160     | 2009 BU58  | 16 jan 2009 | Mount Lemmon      | Mount Lemmon Survey | —         | MPC                           |
| 389161     | 2009 BG59  | 14 mai 2005 | Kitt Peak         | Spacewatch          | —         | MPC                           |
| 389162     | 2009 BS59  | 29 dez 2008 | Kitt Peak         | Spacewatch          | —         | MPC                           |
| 389163     | 2009 BH63  | 20 jan 2009 | Kitt Peak         | Spacewatch          | —         | MPC                           |
| 389164     | 2009 BL63  | 20 jan 2009 | Mount Lemmon      | Mount Lemmon Survey | —         | MPC                           |
| 389165     | 2009 BT69  | 24 nov 2008 | Mount Lemmon      | Mount Lemmon Survey | —         | MPC                           |
| 389166     | 2009 BU88  | 25 jan 2009 | Kitt Peak         | Spacewatch          | —         | MPC                           |
| 389167     | 2009 BN90  | 25 jan 2009 | Kitt Peak         | Spacewatch          | —         | MPC                           |
| 389168     | 2009 BT92  | 25 jan 2009 | Kitt Peak         | Spacewatch          | —         | MPC                           |
| 389169     | 2009 BE93  | 25 jan 2009 | Kitt Peak         | Spacewatch          | Charis    | MPC                           |
| 389170     | 2009 BR98  | 26 jan 2009 | Kitt Peak         | Spacewatch          | —         | MPC                           |
| 389171     | 2009 BB102 | 29 jan 2009 | Mount Lemmon      | Mount Lemmon Survey | —         | MPC                           |
| 389172     | 2009 BS107 | 29 jan 2009 | Mount Lemmon      | Mount Lemmon Survey | —         | MPC                           |
| 389173     | 2009 BV117 | 31 dez 2008 | Kitt Peak         | Spacewatch          | —         | MPC                           |
| 389174     | 2009 BD121 | 31 jan 2009 | Kitt Peak         | Spacewatch          | —         | MPC                           |
| 389175     | 2009 BK123 | 31 jan 2009 | Kitt Peak         | Spacewatch          | —         | MPC                           |
| 389176     | 2009 BH124 | 31 jan 2009 | Kitt Peak         | Spacewatch          | —         | MPC                           |
| 389177     | 2009 BE129 | 16 jan 2009 | Kitt Peak         | Spacewatch          | —         | MPC                           |
| 389178     | 2009 BW129 | 31 jan 2009 | Kitt Peak         | Spacewatch          | —         | MPC                           |
| 389179     | 2009 BL147 | 30 jan 2009 | Mount Lemmon      | Mount Lemmon Survey | —         | MPC                           |
| 389180     | 2009 BP147 | 30 jan 2009 | Mount Lemmon      | Mount Lemmon Survey | —         | MPC                           |
| 389181     | 2009 BU154 | 16 jan 2009 | Kitt Peak         | Spacewatch          | —         | MPC                           |
| 389182     | 2009 BF159 | 31 jan 2009 | Kitt Peak         | Spacewatch          | —         | MPC                           |
| 389183     | 2009 BS168 | 24 jan 2009 | Cerro Burek       | Alianza S4 Obs.     | —         | MPC                           |
| 389184     | 2009 BS169 | 16 jan 2009 | Kitt Peak         | Spacewatch          | —         | MPC                           |
| 389185     | 2009 BQ171 | 17 jan 2009 | Kitt Peak         | Spacewatch          | —         | MPC                           |
| 389186     | 2009 BG173 | 20 jan 2009 | Kitt Peak         | Spacewatch          | —         | MPC                           |
| 389187     | 2009 BH176 | 31 jan 2009 | Mount Lemmon      | Mount Lemmon Survey | Brangane  | MPC                           |
| 389188     | 2009 BO178 | 25 jan 2009 | Catalina          | CSS                 | Eos       | MPC                           |
| 389189     | 2009 BR181 | 20 jan 2009 | Mount Lemmon      | Mount Lemmon Survey | —         | MPC                           |
| 389190     | 2009 BW181 | 30 jan 2009 | Mount Lemmon      | Mount Lemmon Survey | Brangane  | MPC                           |
| 389191     | 2009 CS3   | 1 jan 2009  | Mount Lemmon      | Mount Lemmon Survey | —         | MPC                           |
| 389192     | 2009 CG15  | 3 fev 2009  | Kitt Peak         | Spacewatch          | —         | MPC                           |
| 389193     | 2009 CO21  | 18 jan 2009 | Mount Lemmon      | Mount Lemmon Survey | —         | MPC                           |
| 389194     | 2009 CS23  | 1 fev 2009  | Mount Lemmon      | Mount Lemmon Survey | —         | MPC                           |
| 389195     | 2009 CH27  | 26 mai 2006 | Mount Lemmon      | Mount Lemmon Survey | —         | MPC                           |
| 389196     | 2009 CG29  | 1 fev 2009  | Kitt Peak         | Spacewatch          | —         | MPC                           |
| 389197     | 2009 CM49  | 14 fev 2009 | Mount Lemmon      | Mount Lemmon Survey | —         | MPC                           |
| 389198     | 2009 CM51  | 3 fev 2009  | Kitt Peak         | Spacewatch          | —         | MPC                           |
| 389199     | 2009 CH54  | 14 fev 2009 | Catalina          | CSS                 | —         | MPC                           |
| 389200     | 2009 CF58  | 3 fev 2009  | Mount Lemmon      | Mount Lemmon Survey | —         | MPC                           |

## 389201–389300
| Designação      | Designação | Descoberta  | Descoberta       | Descobridor(es)     | Categoria | Mais informações / Referência |
| Permanente      | Provisória | Data        | Local            | Descobridor(es)     | Categoria | Mais informações / Referência |
| --------------- | ---------- | ----------- | ---------------- | ------------------- | --------- | ----------------------------- |
| 389201          | 2009 CQ59  | 4 dez 2007  | Mount Lemmon     | Mount Lemmon Survey | —         | MPC                           |
| 389202          | 2009 CN62  | 5 fev 2009  | Mount Lemmon     | Mount Lemmon Survey | —         | MPC                           |
| 389203          | 2009 CB63  | 4 fev 2009  | Mount Lemmon     | Mount Lemmon Survey | Brangane  | MPC                           |
| 389204          | 2009 DZ1   | 16 fev 2009 | Dauban           | F. Kugel            | —         | MPC                           |
| 389205          | 2009 DV6   | 17 fev 2009 | Kitt Peak        | Spacewatch          | —         | MPC                           |
| 389206          | 2009 DA14  | 16 fev 2009 | Kitt Peak        | Spacewatch          | —         | MPC                           |
| 389207          | 2009 DD22  | 10 out 2007 | Mount Lemmon     | Mount Lemmon Survey | —         | MPC                           |
| 389208          | 2009 DO24  | 21 fev 2009 | Kitt Peak        | Spacewatch          | —         | MPC                           |
| 389209          | 2009 DR27  | 22 fev 2009 | Calar Alto       | F. Hormuth          | —         | MPC                           |
| 389210          | 2009 DN32  | 21 abr 2004 | Kitt Peak        | Spacewatch          | —         | MPC                           |
| 389211          | 2009 DU47  | 28 fev 2009 | Socorro          | LINEAR              | Eos       | MPC                           |
| 389212          | 2009 DP48  | 19 fev 2009 | Kitt Peak        | Spacewatch          | —         | MPC                           |
| 389213          | 2009 DR50  | 19 fev 2009 | Kitt Peak        | Spacewatch          | —         | MPC                           |
| 389214          | 2009 DL51  | 21 fev 2009 | Kitt Peak        | Spacewatch          | —         | MPC                           |
| 389215          | 2009 DZ67  | 21 fev 2009 | Mount Lemmon     | Mount Lemmon Survey | —         | MPC                           |
| 389216          | 2009 DT81  | 24 fev 2009 | Kitt Peak        | Spacewatch          | —         | MPC                           |
| 389217          | 2009 DZ91  | 27 fev 2009 | Kitt Peak        | Spacewatch          | —         | MPC                           |
| 389218          | 2009 DE93  | 28 fev 2009 | Mount Lemmon     | Mount Lemmon Survey | —         | MPC                           |
| 389219          | 2009 DY98  | 11 set 2001 | Anderson Mesa    | LONEOS              | —         | MPC                           |
| 389220          | 2009 DX116 | 27 fev 2009 | Kitt Peak        | Spacewatch          | —         | MPC                           |
| 389221          | 2009 DY118 | 27 fev 2009 | Kitt Peak        | Spacewatch          | —         | MPC                           |
| 389222          | 2009 DH121 | 9 nov 2007  | Kitt Peak        | Spacewatch          | —         | MPC                           |
| 389223          | 2009 DL128 | 22 fev 2009 | Mount Lemmon     | Mount Lemmon Survey | —         | MPC                           |
| 389224          | 2009 DF129 | 26 fev 2009 | Kitt Peak        | Spacewatch          | —         | MPC                           |
| 389225          | 2009 DA138 | 19 fev 2009 | Kitt Peak        | Spacewatch          | —         | MPC                           |
| 389226          | 2009 DC139 | 27 fev 2009 | Kitt Peak        | Spacewatch          | —         | MPC                           |
| 389227          | 2009 DY139 | 9 out 2007  | Mount Lemmon     | Mount Lemmon Survey | —         | MPC                           |
| 389228          | 2009 DB141 | 19 fev 2009 | Kitt Peak        | Spacewatch          | Brangane  | MPC                           |
| 389229          | 2009 EN9   | 1 mar 2009  | Kitt Peak        | Spacewatch          | —         | MPC                           |
| 389230          | 2009 EL10  | 1 mar 2009  | Kitt Peak        | Spacewatch          | —         | MPC                           |
| 389231          | 2009 EY12  | 3 mar 2009  | Catalina         | CSS                 | —         | MPC                           |
| 389232          | 2009 EL14  | 15 mar 2009 | Kitt Peak        | Spacewatch          | —         | MPC                           |
| 389233          | 2009 EJ17  | 15 mar 2009 | Kitt Peak        | Spacewatch          | —         | MPC                           |
| 389234          | 2009 ED21  | 15 mar 2009 | La Sagra         | Mallorca Obs.       | —         | MPC                           |
| 389235          | 2009 EJ21  | 3 mar 2009  | Mount Lemmon     | Mount Lemmon Survey | —         | MPC                           |
| 389236          | 2009 EA22  | 15 mar 2009 | Mount Lemmon     | Mount Lemmon Survey | —         | MPC                           |
| 389237          | 2009 ED22  | 2 mar 2009  | Mount Lemmon     | Mount Lemmon Survey | —         | MPC                           |
| 389238          | 2009 EO24  | 2 mar 2009  | Kitt Peak        | Spacewatch          | —         | MPC                           |
| 389239          | 2009 FQ7   | 16 mar 2009 | Kitt Peak        | Spacewatch          | Brangane  | MPC                           |
| 389240          | 2009 FF9   | 16 mar 2009 | Mount Lemmon     | Mount Lemmon Survey | —         | MPC                           |
| 389241          | 2009 FJ12  | 18 mar 2009 | Mount Lemmon     | Mount Lemmon Survey | —         | MPC                           |
| 389242          | 2009 FW12  | 19 fev 2009 | Kitt Peak        | Spacewatch          | Brangane  | MPC                           |
| 389243          | 2009 FQ21  | 20 fev 2009 | Kitt Peak        | Spacewatch          | —         | MPC                           |
| 389244          | 2009 FW27  | 19 dez 2007 | Mount Lemmon     | Mount Lemmon Survey | Brangane  | MPC                           |
| 389245          | 2009 FD31  | 24 mar 2009 | Socorro          | LINEAR              | —         | MPC                           |
| 389246          | 2009 FR31  | 5 set 2002  | Campo Imperatore | CINEOS              | —         | MPC                           |
| 389247          | 2009 FV33  | 19 mar 2009 | Mount Lemmon     | Mount Lemmon Survey | —         | MPC                           |
| 389248          | 2009 FV37  | 22 dez 2008 | Kitt Peak        | Spacewatch          | —         | MPC                           |
| 389249          | 2009 FA38  | 20 fev 2009 | Kitt Peak        | Spacewatch          | —         | MPC                           |
| 389250          | 2009 FO39  | 31 jan 2009 | Mount Lemmon     | Mount Lemmon Survey | —         | MPC                           |
| 389251          | 2009 FP42  | 17 mar 2009 | Kitt Peak        | Spacewatch          | —         | MPC                           |
| 389252          | 2009 FL45  | 18 mar 2009 | Catalina         | CSS                 | —         | MPC                           |
| 389253          | 2009 FB46  | 28 mar 2009 | Mount Lemmon     | Mount Lemmon Survey | —         | MPC                           |
| 389254          | 2009 FG47  | 28 mar 2009 | Kitt Peak        | Spacewatch          | —         | MPC                           |
| 389255          | 2009 FK48  | 24 mar 2009 | Mount Lemmon     | Mount Lemmon Survey | —         | MPC                           |
| 389256          | 2009 FW49  | 27 mar 2009 | Mount Lemmon     | Mount Lemmon Survey | —         | MPC                           |
| 389257          | 2009 FY50  | 28 mar 2009 | Kitt Peak        | Spacewatch          | —         | MPC                           |
| 389258          | 2009 FR54  | 29 mar 2009 | Mount Lemmon     | Mount Lemmon Survey | Brangane  | MPC                           |
| 389259          | 2009 FG55  | 31 mar 2009 | Kitt Peak        | Spacewatch          | —         | MPC                           |
| 389260          | 2009 FL61  | 16 mar 2009 | Kitt Peak        | Spacewatch          | —         | MPC                           |
| 389261          | 2009 FN62  | 23 mar 2009 | Purple Mountain  | PMO NEO             | —         | MPC                           |
| 389262          | 2009 FW62  | 15 set 2006 | Kitt Peak        | Spacewatch          | —         | MPC                           |
| 389263          | 2009 FR64  | 16 mar 2009 | Kitt Peak        | Spacewatch          | —         | MPC                           |
| 389264          | 2009 FN66  | 21 mar 2009 | Kitt Peak        | Spacewatch          | —         | MPC                           |
| 389265          | 2009 FS71  | 31 mar 2009 | Kitt Peak        | Spacewatch          | —         | MPC                           |
| 389266          | 2009 FY71  | 16 mar 2009 | Kitt Peak        | Spacewatch          | —         | MPC                           |
| 389267          | 2009 FZ73  | 29 mar 2009 | Kitt Peak        | Spacewatch          | Brangane  | MPC                           |
| 389268          | 2009 FE75  | 17 mar 2009 | Kitt Peak        | Spacewatch          | —         | MPC                           |
| 389269          | 2009 GE4   | 5 abr 2009  | Kitt Peak        | Spacewatch          | —         | MPC                           |
| 389270          | 2009 GW4   | 1 abr 2009  | Catalina         | CSS                 | —         | MPC                           |
| 389271          | 2009 HE3   | 16 abr 2009 | Catalina         | CSS                 | —         | MPC                           |
| 389272          | 2009 HP4   | 17 abr 2009 | Kitt Peak        | Spacewatch          | —         | MPC                           |
| 389273          | 2009 HX6   | 17 abr 2009 | Kitt Peak        | Spacewatch          | —         | MPC                           |
| 389274          | 2009 HD14  | 16 mar 2009 | Kitt Peak        | Spacewatch          | —         | MPC                           |
| 389275          | 2009 HJ18  | 18 abr 2009 | Mount Lemmon     | Mount Lemmon Survey | —         | MPC                           |
| 389276          | 2009 HC23  | 17 abr 2009 | Kitt Peak        | Spacewatch          | —         | MPC                           |
| 389277          | 2009 HH29  | 19 abr 2009 | Kitt Peak        | Spacewatch          | —         | MPC                           |
| 389278          | 2009 HD32  | 30 ago 2005 | Kitt Peak        | Spacewatch          | —         | MPC                           |
| 389279          | 2009 HY45  | 22 abr 2009 | La Sagra         | Mallorca Obs.       | —         | MPC                           |
| 389280          | 2009 HQ46  | 20 abr 2009 | Taunus           | E. Schwab, R. Kling | —         | MPC                           |
| 389281          | 2009 HQ48  | 19 abr 2009 | Catalina         | CSS                 | —         | MPC                           |
| 389282          | 2009 HK50  | 21 abr 2009 | Kitt Peak        | Spacewatch          | —         | MPC                           |
| 389283          | 2009 HY68  | 22 abr 2009 | Mount Lemmon     | Mount Lemmon Survey | —         | MPC                           |
| 389284          | 2009 HH72  | 26 abr 2009 | Kitt Peak        | Spacewatch          | —         | MPC                           |
| 389285          | 2009 HY76  | 28 abr 2009 | Mount Lemmon     | Mount Lemmon Survey | —         | MPC                           |
| 389286          | 2009 HE84  | 27 abr 2009 | Catalina         | CSS                 | Eos       | MPC                           |
| 389287          | 2009 HR96  | 26 abr 2009 | Kitt Peak        | Spacewatch          | —         | MPC                           |
| 389288          | 2009 HQ99  | 22 abr 2009 | Mount Lemmon     | Mount Lemmon Survey | —         | MPC                           |
| 389289          | 2009 JX2   | 13 mai 2009 | Mount Lemmon     | Mount Lemmon Survey | —         | MPC                           |
| 389290          | 2009 JO5   | 2 mai 2009  | Siding Spring    | SSS                 | —         | MPC                           |
| 389291          | 2009 JC17  | 13 mai 2009 | Kitt Peak        | Spacewatch          | —         | MPC                           |
| 389292          | 2009 JL17  | 2 mai 2009  | Catalina         | CSS                 | —         | MPC                           |
| 389293 Hasubick | 2009 KH2   | 19 mai 2009 | Tzec Maun        | E. Schwab           | —         | MPC                           |
| 389294          | 2009 KO12  | 25 mai 2009 | Kitt Peak        | Spacewatch          | —         | MPC                           |
| 389295          | 2009 KM16  | 26 mai 2009 | Kitt Peak        | Spacewatch          | —         | MPC                           |
| 389296          | 2009 KL22  | 31 mai 2009 | La Sagra         | Mallorca Obs.       | —         | MPC                           |
| 389297          | 2009 KH30  | 30 mai 2009 | Catalina         | CSS                 | —         | MPC                           |
| 389298          | 2009 LQ6   | 14 jun 2009 | Catalina         | CSS                 | —         | MPC                           |
| 389299          | 2009 OX15  | 27 out 2006 | Catalina         | CSS                 | —         | MPC                           |
| 389300          | 2009 QE16  | 16 ago 2009 | Kitt Peak        | Spacewatch          | —         | MPC                           |

## 389301–389400
| Designação | Designação | Descoberta  | Descoberta   | Descobridor(es)     | Categoria | Mais informações / Referência |
| Permanente | Provisória | Data        | Local        | Descobridor(es)     | Categoria | Mais informações / Referência |
| ---------- | ---------- | ----------- | ------------ | ------------------- | --------- | ----------------------------- |
| 389301     | 2009 QH16  | 16 ago 2009 | Kitt Peak    | Spacewatch          | Vesta     | MPC                           |
| 389302     | 2009 RV25  | 15 set 2009 | Kitt Peak    | Spacewatch          | Vesta     | MPC                           |
| 389303     | 2009 RZ30  | 14 set 2009 | Kitt Peak    | Spacewatch          | —         | MPC                           |
| 389304     | 2009 RC44  | 4 abr 2003  | Kitt Peak    | Spacewatch          | Vesta     | MPC                           |
| 389305     | 2009 RY49  | 15 set 2009 | Kitt Peak    | Spacewatch          | Vesta     | MPC                           |
| 389306     | 2009 RL53  | 15 set 2009 | Kitt Peak    | Spacewatch          | —         | MPC                           |
| 389307     | 2009 RU63  | 15 set 2009 | Kitt Peak    | Spacewatch          | Vesta     | MPC                           |
| 389308     | 2009 SA10  | 16 set 2009 | Mount Lemmon | Mount Lemmon Survey | —         | MPC                           |
| 389309     | 2009 SK25  | 9 set 2008  | Mount Lemmon | Mount Lemmon Survey | Vesta     | MPC                           |
| 389310     | 2009 SS32  | 16 set 2009 | Kitt Peak    | Spacewatch          | Vesta     | MPC                           |
| 389311     | 2009 SF36  | 16 set 2009 | Kitt Peak    | Spacewatch          | —         | MPC                           |
| 389312     | 2009 SR70  | 17 set 2009 | Kitt Peak    | Spacewatch          | —         | MPC                           |
| 389313     | 2009 SU76  | 17 set 2009 | Kitt Peak    | Spacewatch          | Vesta     | MPC                           |
| 389314     | 2009 SH114 | 18 set 2009 | Kitt Peak    | Spacewatch          | Vesta     | MPC                           |
| 389315     | 2009 SN115 | 18 set 2009 | Kitt Peak    | Spacewatch          | —         | MPC                           |
| 389316     | 2009 SJ119 | 18 set 2009 | Kitt Peak    | Spacewatch          | Vesta     | MPC                           |
| 389317     | 2009 ST140 | 19 jun 2007 | Kitt Peak    | Spacewatch          | Vesta     | MPC                           |
| 389318     | 2009 SV169 | 19 set 2009 | Mount Lemmon | Mount Lemmon Survey | Vesta     | MPC                           |
| 389319     | 2009 SO188 | 21 set 2009 | Kitt Peak    | Spacewatch          | —         | MPC                           |
| 389320     | 2009 SR197 | 18 set 2009 | Kitt Peak    | Spacewatch          | Vesta     | MPC                           |
| 389321     | 2009 SQ199 | 22 set 2009 | Kitt Peak    | Spacewatch          | Vesta     | MPC                           |
| 389322     | 2009 SQ203 | 22 set 2009 | Kitt Peak    | Spacewatch          | Vesta     | MPC                           |
| 389323     | 2009 SL218 | 24 set 2009 | Kitt Peak    | Spacewatch          | Vesta     | MPC                           |
| 389324     | 2009 SJ233 | 19 set 2009 | Kitt Peak    | Spacewatch          | —         | MPC                           |
| 389325     | 2009 SW242 | 20 set 2009 | La Sagra     | Mallorca Obs.       | —         | MPC                           |
| 389326     | 2009 SB244 | 6 set 2008  | Kitt Peak    | Spacewatch          | Vesta     | MPC                           |
| 389327     | 2009 SB248 | 30 jul 2008 | Mount Lemmon | Mount Lemmon Survey | Vesta     | MPC                           |
| 389328     | 2009 SU253 | 17 set 2009 | Kitt Peak    | Spacewatch          | Vesta     | MPC                           |
| 389329     | 2009 SP267 | 23 set 2009 | Mount Lemmon | Mount Lemmon Survey | —         | MPC                           |
| 389330     | 2009 SF272 | 16 set 2009 | Kitt Peak    | Spacewatch          | —         | MPC                           |
| 389331     | 2009 SL281 | 25 set 2009 | Kitt Peak    | Spacewatch          | Vesta     | MPC                           |
| 389332     | 2009 SF283 | 25 set 2009 | Kitt Peak    | Spacewatch          | Vesta     | MPC                           |
| 389333     | 2009 SO290 | 17 set 2009 | Kitt Peak    | Spacewatch          | —         | MPC                           |
| 389334     | 2009 SP295 | 27 set 2009 | Mount Lemmon | Mount Lemmon Survey | Vesta     | MPC                           |
| 389335     | 2009 SN298 | 29 set 2009 | Kitt Peak    | Spacewatch          | Vesta     | MPC                           |
| 389336     | 2009 SN306 | 17 set 2009 | Kitt Peak    | Spacewatch          | Vesta     | MPC                           |
| 389337     | 2009 SQ318 | 20 set 2009 | Kitt Peak    | Spacewatch          | Vesta     | MPC                           |
| 389338     | 2009 SS322 | 18 ago 2009 | Kitt Peak    | Spacewatch          | —         | MPC                           |
| 389339     | 2009 SA349 | 19 set 2009 | Mount Lemmon | Mount Lemmon Survey | —         | MPC                           |
| 389340     | 2009 SQ351 | 16 set 2009 | Kitt Peak    | Spacewatch          | —         | MPC                           |
| 389341     | 2009 SF355 | 25 set 2009 | Kitt Peak    | Spacewatch          | Vesta     | MPC                           |
| 389342     | 2009 TD29  | 5 set 2008  | Kitt Peak    | Spacewatch          | Vesta     | MPC                           |
| 389343     | 2009 TS31  | 14 abr 2008 | Kitt Peak    | Spacewatch          | —         | MPC                           |
| 389344     | 2009 TX40  | 14 out 2009 | La Sagra     | Mallorca Obs.       | —         | MPC                           |
| 389345     | 2009 UD5   | 29 set 2009 | Kitt Peak    | Spacewatch          | —         | MPC                           |
| 389346     | 2009 UW7   | 16 out 2009 | Mount Lemmon | Mount Lemmon Survey | Juno      | MPC                           |
| 389347     | 2009 UK11  | 28 set 2009 | Mount Lemmon | Mount Lemmon Survey | Vesta     | MPC                           |
| 389348     | 2009 UA12  | 16 out 2009 | Mount Lemmon | Mount Lemmon Survey | —         | MPC                           |
| 389349     | 2009 UW16  | 18 out 2009 | La Sagra     | Mallorca Obs.       | —         | MPC                           |
| 389350     | 2009 UL30  | 20 mar 2001 | Kitt Peak    | Spacewatch          | —         | MPC                           |
| 389351     | 2009 UL53  | 21 set 2009 | Mount Lemmon | Mount Lemmon Survey | —         | MPC                           |
| 389352     | 2009 UA58  | 23 out 2009 | Mount Lemmon | Mount Lemmon Survey | —         | MPC                           |
| 389353     | 2009 UC60  | 23 set 2009 | Mount Lemmon | Mount Lemmon Survey | Vesta     | MPC                           |
| 389354     | 2009 UW72  | 22 set 2009 | Mount Lemmon | Mount Lemmon Survey | —         | MPC                           |
| 389355     | 2009 UE80  | 3 set 2008  | Kitt Peak    | Spacewatch          | Vesta     | MPC                           |
| 389356     | 2009 UZ93  | 22 out 2009 | Catalina     | CSS                 | Vesta     | MPC                           |
| 389357     | 2009 UZ101 | 24 out 2009 | Catalina     | CSS                 | —         | MPC                           |
| 389358     | 2009 UQ130 | 25 out 2009 | Kitt Peak    | Spacewatch          | —         | MPC                           |
| 389359     | 2009 UJ153 | 18 out 2009 | Mount Lemmon | Mount Lemmon Survey | —         | MPC                           |
| 389360     | 2009 UD155 | 26 out 2009 | Mount Lemmon | Mount Lemmon Survey | Vesta     | MPC                           |
| 389361     | 2009 VS1   | 10 nov 2009 | Catalina     | CSS                 | —         | MPC                           |
| 389362     | 2009 VG5   | 8 nov 2009  | Kitt Peak    | Spacewatch          | Vesta     | MPC                           |
| 389363     | 2009 VC8   | 8 nov 2009  | Catalina     | CSS                 | —         | MPC                           |
| 389364     | 2009 VE28  | 8 nov 2009  | Catalina     | CSS                 | —         | MPC                           |
| 389365     | 2009 VG28  | 8 nov 2009  | Catalina     | CSS                 | —         | MPC                           |
| 389366     | 2009 VH28  | 8 nov 2009  | Catalina     | CSS                 | —         | MPC                           |
| 389367     | 2009 VE44  | 12 nov 2009 | La Sagra     | Mallorca Obs.       | —         | MPC                           |
| 389368     | 2009 VZ44  | 11 nov 2009 | Socorro      | LINEAR              | —         | MPC                           |
| 389369     | 2009 VF52  | 10 nov 2009 | Kitt Peak    | Spacewatch          | —         | MPC                           |
| 389370     | 2009 VQ71  | 10 nov 2009 | Kitt Peak    | Spacewatch          | —         | MPC                           |
| 389371     | 2009 VH101 | 10 nov 2009 | Kitt Peak    | Spacewatch          | —         | MPC                           |
| 389372     | 2009 VS103 | 11 nov 2009 | Mount Lemmon | Mount Lemmon Survey | —         | MPC                           |
| 389373     | 2009 VU113 | 8 nov 2009  | Kitt Peak    | Spacewatch          | Chloris   | MPC                           |
| 389374     | 2009 WE2   | 16 nov 2009 | Mount Lemmon | Mount Lemmon Survey | Mitidika  | MPC                           |
| 389375     | 2009 WD24  | 18 nov 2009 | Socorro      | LINEAR              | —         | MPC                           |
| 389376     | 2009 WX28  | 16 nov 2009 | Kitt Peak    | Spacewatch          | —         | MPC                           |
| 389377     | 2009 WZ39  | 17 nov 2009 | Kitt Peak    | Spacewatch          | —         | MPC                           |
| 389378     | 2009 WB45  | 18 nov 2009 | Kitt Peak    | Spacewatch          | —         | MPC                           |
| 389379     | 2009 WZ46  | 18 nov 2009 | Mount Lemmon | Mount Lemmon Survey | —         | MPC                           |
| 389380     | 2009 WP64  | 16 nov 2009 | Mount Lemmon | Mount Lemmon Survey | —         | MPC                           |
| 389381     | 2009 WB87  | 28 nov 2005 | Kitt Peak    | Spacewatch          | —         | MPC                           |
| 389382     | 2009 WW88  | 19 nov 2009 | Kitt Peak    | Spacewatch          | —         | MPC                           |
| 389383     | 2009 WO130 | 20 nov 2009 | Mount Lemmon | Mount Lemmon Survey | —         | MPC                           |
| 389384     | 2009 WZ145 | 19 nov 2009 | Kitt Peak    | Spacewatch          | —         | MPC                           |
| 389385     | 2009 WY157 | 20 nov 2009 | Mount Lemmon | Mount Lemmon Survey | —         | MPC                           |
| 389386     | 2009 WB164 | 21 nov 2009 | Kitt Peak    | Spacewatch          | —         | MPC                           |
| 389387     | 2009 WQ177 | 22 set 2009 | Mount Lemmon | Mount Lemmon Survey | —         | MPC                           |
| 389388     | 2009 WH183 | 23 nov 2009 | Kitt Peak    | Spacewatch          | —         | MPC                           |
| 389389     | 2009 WG220 | 16 nov 2009 | Mount Lemmon | Mount Lemmon Survey | —         | MPC                           |
| 389390     | 2009 WX253 | 17 nov 2009 | Kitt Peak    | Spacewatch          | —         | MPC                           |
| 389391     | 2009 WM255 | 19 nov 2009 | Mount Lemmon | Mount Lemmon Survey | —         | MPC                           |
| 389392     | 2009 WY255 | 20 nov 2009 | Mount Lemmon | Mount Lemmon Survey | —         | MPC                           |
| 389393     | 2009 WQ261 | 16 nov 2009 | Socorro      | LINEAR              | —         | MPC                           |
| 389394     | 2009 XS1   | 27 fev 2007 | Kitt Peak    | Spacewatch          | —         | MPC                           |
| 389395     | 2009 XA3   | 8 dez 2009  | La Sagra     | Mallorca Obs.       | —         | MPC                           |
| 389396     | 2009 XZ7   | 15 dez 2009 | Mayhill      | iTelescope Obs.     | —         | MPC                           |
| 389397     | 2009 XN8   | 11 dez 2009 | Dauban       | F. Kugel            | —         | MPC                           |
| 389398     | 2009 XX15  | 15 dez 2009 | Mount Lemmon | Mount Lemmon Survey | —         | MPC                           |
| 389399     | 2009 XQ17  | 15 dez 2009 | Mount Lemmon | Mount Lemmon Survey | —         | MPC                           |
| 389400     | 2009 XP18  | 15 dez 2009 | Mount Lemmon | Mount Lemmon Survey | Phocaea   | MPC                           |

## 389401–389500
| Designação | Designação | Descoberta  | Descoberta        | Descobridor(es)           | Categoria | Mais informações / Referência |
| Permanente | Provisória | Data        | Local             | Descobridor(es)           | Categoria | Mais informações / Referência |
| ---------- | ---------- | ----------- | ----------------- | ------------------------- | --------- | ----------------------------- |
| 389401     | 2009 XQ22  | 15 dez 2009 | Mount Lemmon      | Mount Lemmon Survey       | —         | MPC                           |
| 389402     | 2009 XB24  | 21 dez 2006 | Kitt Peak         | Spacewatch                | —         | MPC                           |
| 389403     | 2009 YE25  | 25 dez 2009 | Kitt Peak         | Spacewatch                | Mitidika  | MPC                           |
| 389404     | 2010 AM5   | 4 jan 2010  | Kitt Peak         | Spacewatch                | —         | MPC                           |
| 389405     | 2010 AM12  | 6 jan 2010  | Catalina          | CSS                       | —         | MPC                           |
| 389406     | 2010 AY12  | 19 dez 2009 | Mount Lemmon      | Mount Lemmon Survey       | —         | MPC                           |
| 389407     | 2010 AT18  | 7 jan 2010  | Mount Lemmon      | Mount Lemmon Survey       | —         | MPC                           |
| 389408     | 2010 AT21  | 6 jan 2010  | Kitt Peak         | Spacewatch                | —         | MPC                           |
| 389409     | 2010 AL24  | 21 nov 2009 | Mount Lemmon      | Mount Lemmon Survey       | —         | MPC                           |
| 389410     | 2010 AC35  | 7 jan 2010  | Kitt Peak         | Spacewatch                | —         | MPC                           |
| 389411     | 2010 AU39  | 30 jul 2008 | Mount Lemmon      | Mount Lemmon Survey       | —         | MPC                           |
| 389412     | 2010 AH55  | 8 jan 2010  | Kitt Peak         | Spacewatch                | —         | MPC                           |
| 389413     | 2010 AM56  | 8 dez 2005  | Kitt Peak         | Spacewatch                | —         | MPC                           |
| 389414     | 2010 AP66  | 25 fev 2006 | Kitt Peak         | Spacewatch                | —         | MPC                           |
| 389415     | 2010 AA136 | 15 jan 2010 | WISE              | WISE                      | —         | MPC                           |
| 389416     | 2010 BY    | 17 jan 2010 | Bisei SG Center   | BATTeRS                   | Mitidika  | MPC                           |
| 389417     | 2010 BO34  | 18 jan 2010 | WISE              | WISE                      | —         | MPC                           |
| 389418     | 2010 BR61  | 17 jun 2005 | Mount Lemmon      | Mount Lemmon Survey       | Vesta     | MPC                           |
| 389419     | 2010 BD68  | 22 jan 2010 | WISE              | WISE                      | —         | MPC                           |
| 389420     | 2010 BU88  | 5 mar 1997  | Kitt Peak         | Spacewatch                | —         | MPC                           |
| 389421     | 2010 BP127 | 1 jun 1997  | Kitt Peak         | Spacewatch                | —         | MPC                           |
| 389422     | 2010 CR3   | 5 out 2004  | Kitt Peak         | Spacewatch                | —         | MPC                           |
| 389423     | 2010 CJ7   | 6 fev 2010  | WISE              | WISE                      | —         | MPC                           |
| 389424     | 2010 CZ8   | 8 fev 2010  | WISE              | WISE                      | —         | MPC                           |
| 389425     | 2010 CZ11  | 6 fev 2010  | Mayhill           | A. Lowe                   | —         | MPC                           |
| 389426     | 2010 CK17  | 11 fev 2010 | WISE              | WISE                      | —         | MPC                           |
| 389427     | 2010 CQ20  | 9 fev 2010  | Kitt Peak         | Spacewatch                | —         | MPC                           |
| 389428     | 2010 CF23  | 9 jun 2007  | Kitt Peak         | Spacewatch                | —         | MPC                           |
| 389429     | 2010 CK29  | 9 fev 2010  | Kitt Peak         | Spacewatch                | —         | MPC                           |
| 389430     | 2010 CW30  | 6 jan 2010  | Kitt Peak         | Spacewatch                | —         | MPC                           |
| 389431     | 2010 CO36  | 27 out 2005 | Kitt Peak         | Spacewatch                | —         | MPC                           |
| 389432     | 2010 CB42  | 6 fev 2010  | Mount Lemmon      | Mount Lemmon Survey       | —         | MPC                           |
| 389433     | 2010 CG54  | 14 fev 2010 | WISE              | WISE                      | —         | MPC                           |
| 389434     | 2010 CX63  | 12 jan 2010 | Mount Lemmon      | Mount Lemmon Survey       | —         | MPC                           |
| 389435     | 2010 CH73  | 11 jan 2010 | Kitt Peak         | Spacewatch                | —         | MPC                           |
| 389436     | 2010 CW75  | 15 jan 2010 | Mount Lemmon      | Mount Lemmon Survey       | —         | MPC                           |
| 389437     | 2010 CH81  | 13 fev 2010 | Mount Lemmon      | Mount Lemmon Survey       | —         | MPC                           |
| 389438     | 2010 CF94  | 6 fev 2006  | Mount Lemmon      | Mount Lemmon Survey       | —         | MPC                           |
| 389439     | 2010 CQ94  | 14 fev 2010 | Kitt Peak         | Spacewatch                | —         | MPC                           |
| 389440     | 2010 CM101 | 27 jan 2006 | Mount Lemmon      | Mount Lemmon Survey       | —         | MPC                           |
| 389441     | 2010 CK102 | 14 fev 2010 | Mount Lemmon      | Mount Lemmon Survey       | Mitidika  | MPC                           |
| 389442     | 2010 CF138 | 9 fev 2010  | Kitt Peak         | Spacewatch                | —         | MPC                           |
| 389443     | 2010 CV144 | 7 jun 2003  | Kitt Peak         | Spacewatch                | —         | MPC                           |
| 389444     | 2010 CP152 | 14 fev 2010 | Kitt Peak         | Spacewatch                | —         | MPC                           |
| 389445     | 2010 CR177 | 10 fev 2010 | Kitt Peak         | Spacewatch                | —         | MPC                           |
| 389446     | 2010 CL178 | 25 abr 2006 | Kitt Peak         | Spacewatch                | Phocaea   | MPC                           |
| 389447     | 2010 CL181 | 14 fev 2010 | Haleakalā         | Pan-STARRS                | —         | MPC                           |
| 389448     | 2010 CJ182 | 14 fev 2010 | Haleakala         | Pan-STARRS                | —         | MPC                           |
| 389449     | 2010 CG183 | 13 fev 2010 | Kitt Peak         | Spacewatch                | —         | MPC                           |
| 389450     | 2010 CP185 | 23 set 2008 | Mount Lemmon      | Mount Lemmon Survey       | —         | MPC                           |
| 389451     | 2010 CU196 | 31 jan 2009 | Mount Lemmon      | Mount Lemmon Survey       | —         | MPC                           |
| 389452     | 2010 CA228 | 9 fev 2010  | WISE              | WISE                      | —         | MPC                           |
| 389453     | 2010 DW4   | 16 fev 2010 | Mount Lemmon      | Mount Lemmon Survey       | —         | MPC                           |
| 389454     | 2010 DX8   | 16 fev 2010 | Kitt Peak         | Spacewatch                | Eos       | MPC                           |
| 389455     | 2010 DQ18  | 16 fev 2010 | WISE              | WISE                      | —         | MPC                           |
| 389456     | 2010 DT21  | 19 nov 2009 | Mount Lemmon      | Mount Lemmon Survey       | —         | MPC                           |
| 389457     | 2010 DX39  | 16 fev 2010 | Catalina          | CSS                       | —         | MPC                           |
| 389458     | 2010 DZ41  | 17 out 2008 | Kitt Peak         | Spacewatch                | —         | MPC                           |
| 389459     | 2010 DL45  | 17 fev 2010 | Kitt Peak         | Spacewatch                | —         | MPC                           |
| 389460     | 2010 DL46  | 7 jan 2006  | Kitt Peak         | Spacewatch                | —         | MPC                           |
| 389461     | 2010 DY63  | 26 fev 2010 | WISE              | WISE                      | —         | MPC                           |
| 389462     | 2010 DM76  | 28 abr 2003 | Kitt Peak         | Spacewatch                | —         | MPC                           |
| 389463     | 2010 DZ76  | 22 out 2003 | Kitt Peak         | Spacewatch                | —         | MPC                           |
| 389464     | 2010 EY31  | 4 mar 2010  | Kitt Peak         | Spacewatch                | —         | MPC                           |
| 389465     | 2010 EY39  | 11 mar 2010 | La Sagra          | Mallorca Obs.             | —         | MPC                           |
| 389466     | 2010 ED41  | 4 mar 2010  | Kitt Peak         | Spacewatch                | —         | MPC                           |
| 389467     | 2010 EU42  | 9 mar 2010  | La Sagra          | Mallorca Obs.             | Phocaea   | MPC                           |
| 389468     | 2010 ER44  | 12 mar 2010 | Calvin-Rehoboth   | Calvin–Rehoboth Obs.      | Meliboea  | MPC                           |
| 389469     | 2010 EG45  | 15 fev 2010 | Catalina          | CSS                       | —         | MPC                           |
| 389470     | 2010 ER45  | 15 mar 2010 | SM Montmagastrell | Montmagastrell Obs.       | Phocaea   | MPC                           |
| 389471     | 2010 ES45  | 15 mar 2010 | Dauban            | F. Kugel                  | —         | MPC                           |
| 389472     | 2010 EL66  | 10 mar 2010 | Moletai           | K. Černis, J. Zdanavičius | Eos       | MPC                           |
| 389473     | 2010 EK69  | 13 mar 2010 | Kitt Peak         | Spacewatch                | —         | MPC                           |
| 389474     | 2010 ET70  | 12 mar 2010 | Kitt Peak         | Spacewatch                | —         | MPC                           |
| 389475     | 2010 EQ81  | 12 mar 2010 | Kitt Peak         | Spacewatch                | —         | MPC                           |
| 389476     | 2010 EL82  | 12 mar 2010 | Mount Lemmon      | Mount Lemmon Survey       | —         | MPC                           |
| 389477     | 2010 EL87  | 13 mar 2010 | Kitt Peak         | Spacewatch                | —         | MPC                           |
| 389478     | 2010 ER87  | 21 jan 2010 | WISE              | WISE                      | —         | MPC                           |
| 389479     | 2010 EO89  | 18 abr 2002 | Kitt Peak         | Spacewatch                | —         | MPC                           |
| 389480     | 2010 EA99  | 9 mai 2006  | Mount Lemmon      | Mount Lemmon Survey       | —         | MPC                           |
| 389481     | 2010 EA100 | 14 mar 2010 | Kitt Peak         | Spacewatch                | —         | MPC                           |
| 389482     | 2010 EB107 | 12 mar 2010 | Kitt Peak         | Spacewatch                | —         | MPC                           |
| 389483     | 2010 EB110 | 4 mar 2010  | Kitt Peak         | Spacewatch                | —         | MPC                           |
| 389484     | 2010 EF110 | 4 mar 2010  | Kitt Peak         | Spacewatch                | —         | MPC                           |
| 389485     | 2010 EW127 | 14 mar 2010 | Catalina          | CSS                       | —         | MPC                           |
| 389486     | 2010 ED130 | 13 mar 2010 | Kitt Peak         | Spacewatch                | —         | MPC                           |
| 389487     | 2010 EL131 | 15 set 2007 | Kitt Peak         | Spacewatch                | —         | MPC                           |
| 389488     | 2010 EN131 | 15 mar 2010 | Kitt Peak         | Spacewatch                | —         | MPC                           |
| 389489     | 2010 EV139 | 12 mar 2010 | Kitt Peak         | Spacewatch                | —         | MPC                           |
| 389490     | 2010 EC172 | 27 fev 2006 | Mount Lemmon      | Mount Lemmon Survey       | —         | MPC                           |
| 389491     | 2010 FX1   | 21 abr 2006 | Kitt Peak         | Spacewatch                | —         | MPC                           |
| 389492     | 2010 FW3   | 16 mar 2010 | Mount Lemmon      | Mount Lemmon Survey       | —         | MPC                           |
| 389493     | 2010 FR5   | 14 mar 2010 | Kitt Peak         | Spacewatch                | —         | MPC                           |
| 389494     | 2010 FJ6   | 16 ago 2007 | XuYi              | PMO NEO                   | —         | MPC                           |
| 389495     | 2010 FX16  | 18 mar 2010 | Kitt Peak         | Spacewatch                | —         | MPC                           |
| 389496     | 2010 FP17  | 25 dez 2005 | Mount Lemmon      | Mount Lemmon Survey       | —         | MPC                           |
| 389497     | 2010 FG22  | 14 fev 2010 | Kitt Peak         | Spacewatch                | —         | MPC                           |
| 389498     | 2010 FW25  | 18 set 2003 | Kitt Peak         | Spacewatch                | —         | MPC                           |
| 389499     | 2010 FG30  | 18 mar 2010 | Kitt Peak         | Spacewatch                | —         | MPC                           |
| 389500     | 2010 FU84  | 18 mar 2010 | Mount Lemmon      | Mount Lemmon Survey       | —         | MPC                           |

## 389501–389600
| Designação | Designação | Descoberta  | Descoberta        | Descobridor(es)     | Categoria | Mais informações / Referência |
| Permanente | Provisória | Data        | Local             | Descobridor(es)     | Categoria | Mais informações / Referência |
| ---------- | ---------- | ----------- | ----------------- | ------------------- | --------- | ----------------------------- |
| 389501     | 2010 FJ87  | 16 mar 2010 | Mount Lemmon      | Mount Lemmon Survey | —         | MPC                           |
| 389502     | 2010 FL88  | 25 mar 2010 | Mount Lemmon      | Mount Lemmon Survey | —         | MPC                           |
| 389503     | 2010 FW92  | 16 mar 2010 | Catalina          | CSS                 | —         | MPC                           |
| 389504     | 2010 FJ101 | 26 mar 2010 | Kitt Peak         | Spacewatch          | —         | MPC                           |
| 389505     | 2010 GG6   | 4 abr 2010  | Kitt Peak         | Spacewatch          | —         | MPC                           |
| 389506     | 2010 GN25  | 8 abr 2010  | Mayhill           | A. Lowe             | —         | MPC                           |
| 389507     | 2010 GO27  | 5 abr 2010  | Kitt Peak         | Spacewatch          | —         | MPC                           |
| 389508     | 2010 GY101 | 5 abr 2010  | Kitt Peak         | Spacewatch          | —         | MPC                           |
| 389509     | 2010 GM107 | 27 set 2003 | Kitt Peak         | Spacewatch          | —         | MPC                           |
| 389510     | 2010 GP110 | 1 out 2003  | Kitt Peak         | Spacewatch          | —         | MPC                           |
| 389511     | 2010 GO113 | 10 abr 2010 | Kitt Peak         | Spacewatch          | —         | MPC                           |
| 389512     | 2010 GE120 | 11 abr 2010 | Kitt Peak         | Spacewatch          | —         | MPC                           |
| 389513     | 2010 GO121 | 6 abr 2010  | Kitt Peak         | Spacewatch          | —         | MPC                           |
| 389514     | 2010 GZ132 | 16 fev 2010 | Mount Lemmon      | Mount Lemmon Survey | Eos       | MPC                           |
| 389515     | 2010 GK136 | 5 abr 2010  | Catalina          | CSS                 | —         | MPC                           |
| 389516     | 2010 GY139 | 25 out 2008 | Kitt Peak         | Spacewatch          | —         | MPC                           |
| 389517     | 2010 GH141 | 17 mar 2010 | Siding Spring     | SSS                 | —         | MPC                           |
| 389518     | 2010 GX144 | 2 out 2003  | Kitt Peak         | Spacewatch          | —         | MPC                           |
| 389519     | 2010 GD146 | 7 abr 2010  | Sandlot           | G. Hug              | —         | MPC                           |
| 389520     | 2010 GT157 | 11 abr 2010 | Kitt Peak         | Spacewatch          | —         | MPC                           |
| 389521     | 2010 GT158 | 15 abr 2010 | Catalina          | CSS                 | —         | MPC                           |
| 389522     | 2010 GB161 | 6 abr 2010  | Bergisch Gladbach | W. Bickel           | —         | MPC                           |
| 389523     | 2010 HW96  | 30 abr 2010 | WISE              | WISE                | —         | MPC                           |
| 389524     | 2010 HR104 | 20 abr 2010 | Kitt Peak         | Spacewatch          | —         | MPC                           |
| 389525     | 2010 JU1   | 3 mai 2010  | Kitt Peak         | Spacewatch          | —         | MPC                           |
| 389526     | 2010 JG29  | 9 out 2007  | Kitt Peak         | Spacewatch          | —         | MPC                           |
| 389527     | 2010 JF38  | 25 jan 2010 | WISE              | WISE                | —         | MPC                           |
| 389528     | 2010 JH40  | 21 mar 2010 | Mount Lemmon      | Mount Lemmon Survey | —         | MPC                           |
| 389529     | 2010 JZ46  | 21 set 2003 | Kitt Peak         | Spacewatch          | —         | MPC                           |
| 389530     | 2010 JC63  | 8 mai 2010  | WISE              | WISE                | —         | MPC                           |
| 389531     | 2010 JP68  | 9 mai 2010  | WISE              | WISE                | —         | MPC                           |
| 389532     | 2010 JK72  | 20 jan 2009 | Mount Lemmon      | Mount Lemmon Survey | —         | MPC                           |
| 389533     | 2010 JU75  | 5 mai 2010  | Catalina          | CSS                 | —         | MPC                           |
| 389534     | 2010 JS77  | 31 jan 2010 | WISE              | WISE                | —         | MPC                           |
| 389535     | 2010 JJ80  | 2 abr 2006  | Mount Lemmon      | Mount Lemmon Survey | —         | MPC                           |
| 389536     | 2010 JC149 | 1 dez 2008  | Kitt Peak         | Spacewatch          | —         | MPC                           |
| 389537     | 2010 JE149 | 20 mai 2005 | Mount Lemmon      | Mount Lemmon Survey | —         | MPC                           |
| 389538     | 2010 JW163 | 2 jan 2009  | Kitt Peak         | Spacewatch          | Themis    | MPC                           |
| 389539     | 2010 KN38  | 4 mai 2010  | Kitt Peak         | Spacewatch          | Brangane  | MPC                           |
| 389540     | 2010 KH66  | 24 mai 2010 | WISE              | WISE                | —         | MPC                           |
| 389541     | 2010 KH110 | 29 mai 2010 | WISE              | WISE                | —         | MPC                           |
| 389542     | 2010 KG117 | 21 mai 2010 | Mount Lemmon      | Mount Lemmon Survey | —         | MPC                           |
| 389543     | 2010 LY36  | 6 jun 2010  | WISE              | WISE                | —         | MPC                           |
| 389544     | 2010 LZ82  | 11 jun 2010 | WISE              | WISE                | —         | MPC                           |
| 389545     | 2010 LL133 | 15 out 2007 | Mount Lemmon      | Mount Lemmon Survey | —         | MPC                           |
| 389546     | 2010 MF87  | 23 fev 2007 | Kitt Peak         | Spacewatch          | —         | MPC                           |
| 389547     | 2010 MH89  | 27 jun 2010 | WISE              | WISE                | —         | MPC                           |
| 389548     | 2010 OY67  | 24 jul 2010 | WISE              | WISE                | —         | MPC                           |
| 389549     | 2010 OD70  | 30 set 1999 | Kitt Peak         | Spacewatch          | —         | MPC                           |
| 389550     | 2010 PB10  | 4 ago 2010  | Socorro           | LINEAR              | —         | MPC                           |
| 389551     | 2010 PU19  | 29 abr 2003 | Kitt Peak         | Spacewatch          | —         | MPC                           |
| 389552     | 2010 RA81  | 29 set 1997 | Kitt Peak         | Spacewatch          | —         | MPC                           |
| 389553     | 2010 RY113 | 7 set 2004  | Socorro           | LINEAR              | —         | MPC                           |
| 389554     | 2010 RK126 | 11 mar 2007 | Kitt Peak         | Spacewatch          | Ursula    | MPC                           |
| 389555     | 2010 RY159 | 28 mar 2008 | Mount Lemmon      | Mount Lemmon Survey | —         | MPC                           |
| 389556     | 2010 SD6   | 16 set 2010 | Mount Lemmon      | Mount Lemmon Survey | Vesta     | MPC                           |
| 389557     | 2010 UB12  | 27 jul 2010 | WISE              | WISE                | —         | MPC                           |
| 389558     | 2010 UX25  | 17 set 2009 | Kitt Peak         | Spacewatch          | Vesta     | MPC                           |
| 389559     | 2010 UW33  | 27 ago 2009 | Kitt Peak         | Spacewatch          | Vesta     | MPC                           |
| 389560     | 2010 UN93  | 18 set 2009 | Kitt Peak         | Spacewatch          | Vesta     | MPC                           |
| 389561     | 2010 UV97  | 16 out 2009 | Mount Lemmon      | Mount Lemmon Survey | Vesta     | MPC                           |
| 389562     | 2010 VR38  | 14 mai 2005 | Mount Lemmon      | Mount Lemmon Survey | Vesta     | MPC                           |
| 389563     | 2010 VO46  | 13 out 2010 | Mount Lemmon      | Mount Lemmon Survey | Vesta     | MPC                           |
| 389564     | 2010 VK47  | 16 out 2009 | Catalina          | CSS                 | Vesta     | MPC                           |
| 389565     | 2010 VR109 | 15 set 2009 | Kitt Peak         | Spacewatch          | Vesta     | MPC                           |
| 389566     | 2010 VN138 | 10 ago 2010 | WISE              | WISE                | Vesta     | MPC                           |
| 389567     | 2010 VQ141 | 6 nov 2010  | Mount Lemmon      | Mount Lemmon Survey | Vesta     | MPC                           |
| 389568     | 2010 VQ149 | 7 abr 2003  | Kitt Peak         | Spacewatch          | Vesta     | MPC                           |
| 389569     | 2010 VG157 | 13 out 2010 | Mount Lemmon      | Mount Lemmon Survey | Vesta     | MPC                           |
| 389570     | 2010 VQ170 | 21 set 2009 | Kitt Peak         | Spacewatch          | Vesta     | MPC                           |
| 389571     | 2010 VZ202 | 27 set 1997 | Kitt Peak         | Spacewatch          | Vesta     | MPC                           |
| 389572     | 2010 WN4   | 18 set 2009 | Kitt Peak         | Spacewatch          | Vesta     | MPC                           |
| 389573     | 2010 WN10  | 17 set 2009 | Kitt Peak         | Spacewatch          | Vesta     | MPC                           |
| 389574     | 2010 WF53  | 29 out 2010 | Kitt Peak         | Spacewatch          | Vesta     | MPC                           |
| 389575     | 2010 XP41  | 16 out 2009 | Mount Lemmon      | Mount Lemmon Survey | Vesta     | MPC                           |
| 389576     | 2011 AF    | 26 mar 2008 | Kitt Peak         | Spacewatch          | —         | MPC                           |
| 389577     | 2011 AV15  | 13 ago 2004 | Campo Imperatore  | CINEOS              | Juno      | MPC                           |
| 389578     | 2011 AP73  | 1 fev 2010  | WISE              | WISE                | —         | MPC                           |
| 389579     | 2011 BM22  | 25 ago 2001 | Anderson Mesa     | LONEOS              | —         | MPC                           |
| 389580     | 2011 CU2   | 14 dez 2010 | Mount Lemmon      | Mount Lemmon Survey | Juno      | MPC                           |
| 389581     | 2011 DJ17  | 16 out 2009 | Catalina          | CSS                 | —         | MPC                           |
| 389582     | 2011 DY40  | 18 out 2006 | Kitt Peak         | Spacewatch          | —         | MPC                           |
| 389583     | 2011 EP22  | 8 jan 2011  | Mount Lemmon      | Mount Lemmon Survey | —         | MPC                           |
| 389584     | 2011 EX71  | 2 mar 2011  | Kitt Peak         | Spacewatch          | —         | MPC                           |
| 389585     | 2011 FL16  | 10 jun 2008 | Kitt Peak         | Spacewatch          | —         | MPC                           |
| 389586     | 2011 FS28  | 25 fev 2011 | Mount Lemmon      | Mount Lemmon Survey | —         | MPC                           |
| 389587     | 2011 FR56  | 27 mar 2011 | Kitt Peak         | Spacewatch          | —         | MPC                           |
| 389588     | 2011 FH126 | 5 mai 2008  | Mount Lemmon      | Mount Lemmon Survey | —         | MPC                           |
| 389589     | 2011 FG129 | 2 out 1997  | Caussols          | ODAS                | —         | MPC                           |
| 389590     | 2011 FQ141 | 26 mar 2011 | Kitt Peak         | Spacewatch          | —         | MPC                           |
| 389591     | 2011 FB154 | 10 nov 2009 | Kitt Peak         | Spacewatch          | —         | MPC                           |
| 389592     | 2011 GW16  | 16 set 2009 | Mount Lemmon      | Mount Lemmon Survey | —         | MPC                           |
| 389593     | 2011 GM17  | 8 fev 2007  | Mount Lemmon      | Mount Lemmon Survey | —         | MPC                           |
| 389594     | 2011 GL31  | 1 abr 2011  | Kitt Peak         | Spacewatch          | —         | MPC                           |
| 389595     | 2011 GT32  | 1 out 2005  | Kitt Peak         | Spacewatch          | —         | MPC                           |
| 389596     | 2011 GX51  | 11 mar 2011 | Kitt Peak         | Spacewatch          | —         | MPC                           |
| 389597     | 2011 GA70  | 13 abr 2011 | Kitt Peak         | Spacewatch          | —         | MPC                           |
| 389598     | 2011 GJ70  | 12 nov 2005 | Kitt Peak         | Spacewatch          | —         | MPC                           |
| 389599     | 2011 GH73  | 29 dez 2003 | Kitt Peak         | Spacewatch          | —         | MPC                           |
| 389600     | 2011 GS74  | 4 abr 2011  | Kitt Peak         | Spacewatch          | —         | MPC                           |

## 389601–389700
| Designação | Designação | Descoberta  | Descoberta       | Descobridor(es)     | Categoria | Mais informações / Referência |
| Permanente | Provisória | Data        | Local            | Descobridor(es)     | Categoria | Mais informações / Referência |
| ---------- | ---------- | ----------- | ---------------- | ------------------- | --------- | ----------------------------- |
| 389601     | 2011 GO80  | 2 abr 2011  | Kitt Peak        | Spacewatch          | —         | MPC                           |
| 389602     | 2011 GB84  | 31 ago 2005 | Kitt Peak        | Spacewatch          | —         | MPC                           |
| 389603     | 2011 HX5   | 12 abr 2011 | Catalina         | CSS                 | —         | MPC                           |
| 389604     | 2011 HG9   | 7 mai 2008  | Mount Lemmon     | Mount Lemmon Survey | —         | MPC                           |
| 389605     | 2011 HL14  | 1 mar 2011  | Mount Lemmon     | Mount Lemmon Survey | Mitidika  | MPC                           |
| 389606     | 2011 HN21  | 11 mai 1996 | Kitt Peak        | Spacewatch          | —         | MPC                           |
| 389607     | 2011 HW21  | 25 out 2005 | Kitt Peak        | Spacewatch          | —         | MPC                           |
| 389608     | 2011 HU22  | 29 ago 2005 | Kitt Peak        | Spacewatch          | —         | MPC                           |
| 389609     | 2011 HF23  | 13 mai 2004 | Kitt Peak        | Spacewatch          | —         | MPC                           |
| 389610     | 2011 HZ24  | 27 abr 2011 | Kitt Peak        | Spacewatch          | —         | MPC                           |
| 389611     | 2011 HT30  | 15 mar 2007 | Mount Lemmon     | Mount Lemmon Survey | —         | MPC                           |
| 389612     | 2011 HU33  | 13 abr 2011 | Kitt Peak        | Spacewatch          | —         | MPC                           |
| 389613     | 2011 HR42  | 6 abr 2011  | Mount Lemmon     | Mount Lemmon Survey | —         | MPC                           |
| 389614     | 2011 HN44  | 21 nov 2009 | Mount Lemmon     | Mount Lemmon Survey | —         | MPC                           |
| 389615     | 2011 HM49  | 2 jun 2008  | Mount Lemmon     | Mount Lemmon Survey | —         | MPC                           |
| 389616     | 2011 HD58  | 24 abr 2007 | Kitt Peak        | Spacewatch          | —         | MPC                           |
| 389617     | 2011 HM74  | 14 mar 2004 | Kitt Peak        | Spacewatch          | —         | MPC                           |
| 389618     | 2011 HH75  | 29 abr 2008 | Mount Lemmon     | Mount Lemmon Survey | —         | MPC                           |
| 389619     | 2011 HB79  | 27 jan 2007 | Mount Lemmon     | Mount Lemmon Survey | —         | MPC                           |
| 389620     | 2011 HN82  | 30 ago 2005 | Kitt Peak        | Spacewatch          | —         | MPC                           |
| 389621     | 2011 HT82  | 29 out 1999 | Kitt Peak        | Spacewatch          | —         | MPC                           |
| 389622     | 2011 HU90  | 2 abr 2006  | Kitt Peak        | Spacewatch          | —         | MPC                           |
| 389623     | 2011 HM91  | 23 out 2008 | Kitt Peak        | Spacewatch          | —         | MPC                           |
| 389624     | 2011 HS92  | 17 jan 2007 | Kitt Peak        | Spacewatch          | —         | MPC                           |
| 389625     | 2011 JR4   | 31 out 2005 | Mount Lemmon     | Mount Lemmon Survey | —         | MPC                           |
| 389626     | 2011 JV25  | 27 abr 2011 | Kitt Peak        | Spacewatch          | —         | MPC                           |
| 389627     | 2011 JA28  | 12 mai 2011 | Mount Lemmon     | Mount Lemmon Survey | —         | MPC                           |
| 389628     | 2011 JB28  | 30 out 2005 | Kitt Peak        | Spacewatch          | —         | MPC                           |
| 389629     | 2011 JV29  | 6 set 2008  | Catalina         | CSS                 | —         | MPC                           |
| 389630     | 2011 JX29  | 2 set 2008  | Kitt Peak        | Spacewatch          | —         | MPC                           |
| 389631     | 2011 KR5   | 21 nov 2009 | Mount Lemmon     | Mount Lemmon Survey | —         | MPC                           |
| 389632     | 2011 KS7   | 26 mar 2006 | Kitt Peak        | Spacewatch          | —         | MPC                           |
| 389633     | 2011 KT14  | 29 abr 2011 | Mount Lemmon     | Mount Lemmon Survey | —         | MPC                           |
| 389634     | 2011 KA26  | 30 abr 2011 | Mount Lemmon     | Mount Lemmon Survey | —         | MPC                           |
| 389635     | 2011 KQ29  | 28 ago 1995 | Kitt Peak        | Spacewatch          | —         | MPC                           |
| 389636     | 2011 KE31  | 25 out 2005 | Kitt Peak        | Spacewatch          | —         | MPC                           |
| 389637     | 2011 KU34  | 7 ago 2008  | Kitt Peak        | Spacewatch          | —         | MPC                           |
| 389638     | 2011 KX43  | 11 abr 2011 | Mount Lemmon     | Mount Lemmon Survey | —         | MPC                           |
| 389639     | 2011 KH46  | 23 set 2005 | Kitt Peak        | Spacewatch          | —         | MPC                           |
| 389640     | 2011 KX47  | 4 set 2008  | Kitt Peak        | Spacewatch          | —         | MPC                           |
| 389641     | 2011 LM4   | 29 jul 2008 | Mount Lemmon     | Mount Lemmon Survey | —         | MPC                           |
| 389642     | 2011 LD5   | 15 abr 2007 | Catalina         | CSS                 | —         | MPC                           |
| 389643     | 2011 LN5   | 27 dez 2006 | Mount Lemmon     | Mount Lemmon Survey | —         | MPC                           |
| 389644     | 2011 LC16  | 15 mai 2004 | Socorro          | LINEAR              | —         | MPC                           |
| 389645     | 2011 LH19  | 28 set 2006 | Catalina         | CSS                 | Brangane  | MPC                           |
| 389646     | 2011 MH    | 3 jun 2000  | Kitt Peak        | Spacewatch          | —         | MPC                           |
| 389647     | 2011 MR4   | 13 mar 2010 | WISE             | WISE                | —         | MPC                           |
| 389648     | 2011 MS6   | 10 fev 2007 | Mount Lemmon     | Mount Lemmon Survey | —         | MPC                           |
| 389649     | 2011 NW3   | 6 abr 2010  | Catalina         | CSS                 | —         | MPC                           |
| 389650     | 2011 OB3   | 21 fev 2006 | Mount Lemmon     | Mount Lemmon Survey | —         | MPC                           |
| 389651     | 2011 OW13  | 16 out 2006 | Catalina         | CSS                 | Ursula    | MPC                           |
| 389652     | 2011 OK14  | 27 set 1998 | Kitt Peak        | Spacewatch          | —         | MPC                           |
| 389653     | 2011 OT14  | 23 out 2008 | Kitt Peak        | Spacewatch          | —         | MPC                           |
| 389654     | 2011 OE27  | 28 set 2000 | Kitt Peak        | Spacewatch          | Mitidika  | MPC                           |
| 389655     | 2011 OG28  | 6 mar 2003  | Anderson Mesa    | LONEOS              | —         | MPC                           |
| 389656     | 2011 OZ39  | 10 jun 2011 | Mount Lemmon     | Mount Lemmon Survey | —         | MPC                           |
| 389657     | 2011 OA40  | 14 set 2007 | Kitt Peak        | Spacewatch          | —         | MPC                           |
| 389658     | 2011 OG46  | 15 mar 2007 | Catalina         | CSS                 | —         | MPC                           |
| 389659     | 2011 OD50  | 8 out 2007  | Kitt Peak        | Spacewatch          | —         | MPC                           |
| 389660     | 2011 OE51  | 18 dez 2004 | Mount Lemmon     | Mount Lemmon Survey | Mitidika  | MPC                           |
| 389661     | 2011 OY52  | 21 jun 2011 | Kitt Peak        | Spacewatch          | —         | MPC                           |
| 389662     | 2011 OH56  | 27 out 2008 | Kitt Peak        | Spacewatch          | —         | MPC                           |
| 389663     | 2011 OT56  | 10 out 2007 | Mount Lemmon     | Mount Lemmon Survey | —         | MPC                           |
| 389664     | 2011 OZ57  | 1 nov 2008  | Mount Lemmon     | Mount Lemmon Survey | —         | MPC                           |
| 389665     | 2011 OA59  | 17 dez 2003 | Kitt Peak        | Spacewatch          | —         | MPC                           |
| 389666     | 2011 PP2   | 23 nov 2008 | Kitt Peak        | Spacewatch          | —         | MPC                           |
| 389667     | 2011 PR4   | 28 nov 2000 | Kitt Peak        | Spacewatch          | —         | MPC                           |
| 389668     | 2011 PE8   | 22 set 2003 | Anderson Mesa    | LONEOS              | —         | MPC                           |
| 389669     | 2011 PU8   | 24 ago 2007 | Kitt Peak        | Spacewatch          | —         | MPC                           |
| 389670     | 2011 PF9   | 19 nov 2007 | Kitt Peak        | Spacewatch          | —         | MPC                           |
| 389671     | 2011 PW9   | 20 ago 2003 | Campo Imperatore | CINEOS              | —         | MPC                           |
| 389672     | 2011 PC11  | 31 jan 2009 | Mount Lemmon     | Mount Lemmon Survey | —         | MPC                           |
| 389673     | 2011 PC12  | 2 fev 2006  | Kitt Peak        | Spacewatch          | —         | MPC                           |
| 389674     | 2011 PS13  | 23 jan 2006 | Kitt Peak        | Spacewatch          | —         | MPC                           |
| 389675     | 2011 PZ13  | 5 out 2007  | Kitt Peak        | Spacewatch          | —         | MPC                           |
| 389676     | 2011 QV4   | 17 fev 2010 | Kitt Peak        | Spacewatch          | —         | MPC                           |
| 389677     | 2011 QT7   | 9 mai 2006  | Mount Lemmon     | Mount Lemmon Survey | —         | MPC                           |
| 389678     | 2011 QA9   | 19 dez 2007 | Mount Lemmon     | Mount Lemmon Survey | —         | MPC                           |
| 389679     | 2011 QB9   | 25 jan 2009 | Kitt Peak        | Spacewatch          | Maria     | MPC                           |
| 389680     | 2011 QC16  | 15 set 2007 | Anderson Mesa    | LONEOS              | —         | MPC                           |
| 389681     | 2011 QA17  | 28 fev 2009 | Kitt Peak        | Spacewatch          | —         | MPC                           |
| 389682     | 2011 QN17  | 8 mar 2005  | Mount Lemmon     | Mount Lemmon Survey | —         | MPC                           |
| 389683     | 2011 QY20  | 11 out 2006 | Kitt Peak        | Spacewatch          | —         | MPC                           |
| 389684     | 2011 QJ26  | 3 mar 2009  | Kitt Peak        | Spacewatch          | —         | MPC                           |
| 389685     | 2011 QD28  | 23 jan 2006 | Kitt Peak        | Spacewatch          | —         | MPC                           |
| 389686     | 2011 QR28  | 19 out 2006 | Catalina         | CSS                 | —         | MPC                           |
| 389687     | 2011 QF29  | 18 dez 2007 | Mount Lemmon     | Mount Lemmon Survey | —         | MPC                           |
| 389688     | 2011 QW32  | 19 jan 2009 | Mount Lemmon     | Mount Lemmon Survey | —         | MPC                           |
| 389689     | 2011 QH34  | 3 nov 2007  | Kitt Peak        | Spacewatch          | —         | MPC                           |
| 389690     | 2011 QP38  | 23 ago 2001 | Kitt Peak        | Spacewatch          | Maria     | MPC                           |
| 389691     | 2011 QT39  | 19 abr 2006 | Kitt Peak        | Spacewatch          | —         | MPC                           |
| 389692     | 2011 QE40  | 7 abr 1995  | Kitt Peak        | Spacewatch          | —         | MPC                           |
| 389693     | 2011 QG44  | 8 out 2007  | Mount Lemmon     | Mount Lemmon Survey | —         | MPC                           |
| 389694     | 2011 QD48  | 30 ago 2011 | Siding Spring    | SSS                 | —         | MPC                           |
| 389695     | 2011 QJ49  | 31 mar 2010 | WISE             | WISE                | —         | MPC                           |
| 389696     | 2011 QK52  | 20 fev 2009 | Kitt Peak        | Spacewatch          | Brangane  | MPC                           |
| 389697     | 2011 QY61  | 11 abr 1996 | Kitt Peak        | Spacewatch          | —         | MPC                           |
| 389698     | 2011 QK77  | 6 mar 2006  | Kitt Peak        | Spacewatch          | —         | MPC                           |
| 389699     | 2011 QZ77  | 19 nov 2007 | Kitt Peak        | Spacewatch          | —         | MPC                           |
| 389700     | 2011 QD78  | 6 mar 2008  | Mount Lemmon     | Mount Lemmon Survey | —         | MPC                           |

## 389701–389800
| Designação | Designação | Descoberta  | Descoberta       | Descobridor(es)     | Categoria | Mais informações / Referência |
| Permanente | Provisória | Data        | Local            | Descobridor(es)     | Categoria | Mais informações / Referência |
| ---------- | ---------- | ----------- | ---------------- | ------------------- | --------- | ----------------------------- |
| 389701     | 2011 QC79  | 20 jun 2006 | Mount Lemmon     | Mount Lemmon Survey | —         | MPC                           |
| 389702     | 2011 QA80  | 19 mar 2010 | Mount Lemmon     | Mount Lemmon Survey | —         | MPC                           |
| 389703     | 2011 QA88  | 24 set 2007 | Kitt Peak        | Spacewatch          | —         | MPC                           |
| 389704     | 2011 QH90  | 3 fev 2009  | Kitt Peak        | Spacewatch          | —         | MPC                           |
| 389705     | 2011 QC94  | 9 out 2007  | Mount Lemmon     | Mount Lemmon Survey | —         | MPC                           |
| 389706     | 2011 QB98  | 18 jan 2009 | Kitt Peak        | Spacewatch          | —         | MPC                           |
| 389707     | 2011 RC2   | 27 fev 2009 | Kitt Peak        | Spacewatch          | —         | MPC                           |
| 389708     | 2011 RV6   | 9 fev 2003  | Kitt Peak        | Spacewatch          | —         | MPC                           |
| 389709     | 2011 RJ9   | 2 out 2006  | Catalina         | CSS                 | —         | MPC                           |
| 389710     | 2011 RZ9   | 15 fev 2010 | Mount Lemmon     | Mount Lemmon Survey | —         | MPC                           |
| 389711     | 2011 RE17  | 17 jun 2005 | Mount Lemmon     | Mount Lemmon Survey | Ursula    | MPC                           |
| 389712     | 2011 RF17  | 31 dez 2007 | Mount Lemmon     | Mount Lemmon Survey | —         | MPC                           |
| 389713     | 2011 SW1   | 25 jan 2009 | Kitt Peak        | Spacewatch          | —         | MPC                           |
| 389714     | 2011 SH2   | 19 ago 2006 | Kitt Peak        | Spacewatch          | —         | MPC                           |
| 389715     | 2011 SH10  | 22 dez 2008 | Kitt Peak        | Spacewatch          | —         | MPC                           |
| 389716     | 2011 SU29  | 24 set 2000 | Anderson Mesa    | LONEOS              | —         | MPC                           |
| 389717     | 2011 SH30  | 1 out 2003  | Kitt Peak        | Spacewatch          | Juno      | MPC                           |
| 389718     | 2011 SD33  | 19 out 2007 | Catalina         | CSS                 | Phocaea   | MPC                           |
| 389719     | 2011 SP46  | 25 jan 2009 | Kitt Peak        | Spacewatch          | —         | MPC                           |
| 389720     | 2011 ST47  | 17 set 2006 | Kitt Peak        | Spacewatch          | —         | MPC                           |
| 389721     | 2011 SU47  | 6 jun 2005  | Kitt Peak        | Spacewatch          | Themis    | MPC                           |
| 389722     | 2011 SA52  | 13 set 2005 | Catalina         | CSS                 | —         | MPC                           |
| 389723     | 2011 SB53  | 13 set 2005 | Kitt Peak        | Spacewatch          | —         | MPC                           |
| 389724     | 2011 SG56  | 30 set 2005 | Kitt Peak        | Spacewatch          | —         | MPC                           |
| 389725     | 2011 SJ58  | 7 nov 2007  | Kitt Peak        | Spacewatch          | Eos       | MPC                           |
| 389726     | 2011 SD62  | 7 abr 2000  | Kitt Peak        | Spacewatch          | —         | MPC                           |
| 389727     | 2011 SY81  | 30 jan 2009 | Mount Lemmon     | Mount Lemmon Survey | —         | MPC                           |
| 389728     | 2011 SX83  | 10 dez 2004 | Campo Imperatore | CINEOS              | Juno      | MPC                           |
| 389729     | 2011 SN90  | 26 mar 2003 | Kitt Peak        | Spacewatch          | —         | MPC                           |
| 389730     | 2011 SF93  | 17 out 2003 | Kitt Peak        | Spacewatch          | Meliboea  | MPC                           |
| 389731     | 2011 SL93  | 25 abr 2003 | Kitt Peak        | Spacewatch          | —         | MPC                           |
| 389732     | 2011 SP102 | 9 out 2007  | Kitt Peak        | Spacewatch          | —         | MPC                           |
| 389733     | 2011 SR108 | 11 mar 2005 | Kitt Peak        | Spacewatch          | —         | MPC                           |
| 389734     | 2011 SC109 | 3 mar 2009  | Mount Lemmon     | Mount Lemmon Survey | Brangane  | MPC                           |
| 389735     | 2011 SU109 | 10 nov 2006 | Kitt Peak        | Spacewatch          | —         | MPC                           |
| 389736     | 2011 SG110 | 20 ago 1995 | Kitt Peak        | Spacewatch          | —         | MPC                           |
| 389737     | 2011 SK110 | 3 out 2003  | Kitt Peak        | Spacewatch          | —         | MPC                           |
| 389738     | 2011 SB111 | 16 set 2006 | Catalina         | CSS                 | Brangane  | MPC                           |
| 389739     | 2011 SD114 | 30 set 2006 | Mount Lemmon     | Mount Lemmon Survey | —         | MPC                           |
| 389740     | 2011 ST117 | 2 fev 2009  | Kitt Peak        | Spacewatch          | —         | MPC                           |
| 389741     | 2011 SF120 | 4 dez 2007  | Kitt Peak        | Spacewatch          | —         | MPC                           |
| 389742     | 2011 SY124 | 8 out 2007  | Kitt Peak        | Spacewatch          | —         | MPC                           |
| 389743     | 2011 SE126 | 2 fev 2005  | Kitt Peak        | Spacewatch          | Mitidika  | MPC                           |
| 389744     | 2011 SV132 | 30 set 2006 | Mount Lemmon     | Mount Lemmon Survey | —         | MPC                           |
| 389745     | 2011 SX134 | 10 mai 2006 | Mount Lemmon     | Mount Lemmon Survey | —         | MPC                           |
| 389746     | 2011 SL137 | 17 set 2006 | Kitt Peak        | Spacewatch          | —         | MPC                           |
| 389747     | 2011 SS143 | 28 set 2003 | Kitt Peak        | Spacewatch          | —         | MPC                           |
| 389748     | 2011 SP144 | 2 out 2006  | Mount Lemmon     | Mount Lemmon Survey | Brangane  | MPC                           |
| 389749     | 2011 SW154 | 27 set 2000 | Kitt Peak        | Spacewatch          | —         | MPC                           |
| 389750     | 2011 SY154 | 22 fev 2009 | Kitt Peak        | Spacewatch          | —         | MPC                           |
| 389751     | 2011 SW162 | 27 fev 2009 | Kitt Peak        | Spacewatch          | —         | MPC                           |
| 389752     | 2011 SA163 | 18 jan 2008 | Kitt Peak        | Spacewatch          | —         | MPC                           |
| 389753     | 2011 SM164 | 23 abr 2010 | WISE             | WISE                | —         | MPC                           |
| 389754     | 2011 SR174 | 31 jan 2006 | Kitt Peak        | Spacewatch          | —         | MPC                           |
| 389755     | 2011 SO178 | 31 ago 2005 | Kitt Peak        | Spacewatch          | —         | MPC                           |
| 389756     | 2011 SW180 | 21 mar 2009 | Kitt Peak        | Spacewatch          | —         | MPC                           |
| 389757     | 2011 SM186 | 26 mar 2003 | Kitt Peak        | Spacewatch          | —         | MPC                           |
| 389758     | 2011 SS193 | 25 abr 2000 | Kitt Peak        | Spacewatch          | —         | MPC                           |
| 389759     | 2011 SH198 | 16 fev 2004 | Kitt Peak        | Spacewatch          | Maria     | MPC                           |
| 389760     | 2011 SS198 | 17 set 2006 | Kitt Peak        | Spacewatch          | —         | MPC                           |
| 389761     | 2011 SG199 | 9 jan 2005  | Catalina         | CSS                 | —         | MPC                           |
| 389762     | 2011 SY202 | 18 fev 2010 | WISE             | WISE                | —         | MPC                           |
| 389763     | 2011 SD212 | 11 nov 1996 | Kitt Peak        | Spacewatch          | —         | MPC                           |
| 389764     | 2011 SV214 | 1 out 2000  | Socorro          | LINEAR              | Brangane  | MPC                           |
| 389765     | 2011 SN215 | 8 set 2011  | Kitt Peak        | Spacewatch          | —         | MPC                           |
| 389766     | 2011 SX215 | 3 mar 2005  | Kitt Peak        | Spacewatch          | —         | MPC                           |
| 389767     | 2011 SW216 | 20 fev 2009 | Kitt Peak        | Spacewatch          | —         | MPC                           |
| 389768     | 2011 SX224 | 18 mar 2001 | Socorro          | LINEAR              | Phocaea   | MPC                           |
| 389769     | 2011 SA230 | 11 jul 2004 | Socorro          | LINEAR              | —         | MPC                           |
| 389770     | 2011 SN241 | 16 jan 2008 | Mount Lemmon     | Mount Lemmon Survey | —         | MPC                           |
| 389771     | 2011 SY255 | 21 mar 1998 | Kitt Peak        | Spacewatch          | —         | MPC                           |
| 389772     | 2011 SP256 | 6 abr 2005  | Kitt Peak        | Spacewatch          | —         | MPC                           |
| 389773     | 2011 SN258 | 19 set 2000 | Kitt Peak        | Spacewatch          | —         | MPC                           |
| 389774     | 2011 SU259 | 10 fev 2008 | Kitt Peak        | Spacewatch          | Ursula    | MPC                           |
| 389775     | 2011 SH264 | 12 set 1994 | Kitt Peak        | Spacewatch          | —         | MPC                           |
| 389776     | 2011 SP269 | 20 set 1995 | Kitt Peak        | Spacewatch          | —         | MPC                           |
| 389777     | 2011 SQ274 | 27 mai 2004 | Kitt Peak        | Spacewatch          | —         | MPC                           |
| 389778     | 2011 TW11  | 9 abr 2003  | Kitt Peak        | Spacewatch          | —         | MPC                           |
| 389779     | 2011 TF13  | 24 mar 2003 | Kitt Peak        | Spacewatch          | Brangane  | MPC                           |
| 389780     | 2011 TP13  | 18 nov 2006 | Kitt Peak        | Spacewatch          | —         | MPC                           |
| 389781     | 2011 UU12  | 9 fev 2008  | Mount Lemmon     | Mount Lemmon Survey | —         | MPC                           |
| 389782     | 2011 UA18  | 27 set 2005 | Kitt Peak        | Spacewatch          | —         | MPC                           |
| 389783     | 2011 UG24  | 6 mai 2010  | Mount Lemmon     | Mount Lemmon Survey | —         | MPC                           |
| 389784     | 2011 UC29  | 15 jun 2010 | WISE             | WISE                | —         | MPC                           |
| 389785     | 2011 UV51  | 26 set 2005 | Kitt Peak        | Spacewatch          | —         | MPC                           |
| 389786     | 2011 UW53  | 31 ago 2005 | Anderson Mesa    | LONEOS              | —         | MPC                           |
| 389787     | 2011 UL69  | 17 mar 2005 | Mount Lemmon     | Mount Lemmon Survey | —         | MPC                           |
| 389788     | 2011 UN72  | 25 set 2005 | Kitt Peak        | Spacewatch          | —         | MPC                           |
| 389789     | 2011 UC75  | 23 abr 2009 | Kitt Peak        | Spacewatch          | Ursula    | MPC                           |
| 389790     | 2011 UY75  | 17 out 2006 | Kitt Peak        | Spacewatch          | —         | MPC                           |
| 389791     | 2011 UQ79  | 19 abr 2009 | Mount Lemmon     | Mount Lemmon Survey | —         | MPC                           |
| 389792     | 2011 UY79  | 7 set 2004  | Kitt Peak        | Spacewatch          | —         | MPC                           |
| 389793     | 2011 UR92  | 2 nov 2006  | Mount Lemmon     | Mount Lemmon Survey | —         | MPC                           |
| 389794     | 2011 UX100 | 8 mai 2005  | Mount Lemmon     | Mount Lemmon Survey | —         | MPC                           |
| 389795     | 2011 UB117 | 20 nov 2006 | Kitt Peak        | Spacewatch          | —         | MPC                           |
| 389796     | 2011 US119 | 11 mar 2005 | Kitt Peak        | Spacewatch          | —         | MPC                           |
| 389797     | 2011 UB134 | 19 nov 2007 | Mount Lemmon     | Mount Lemmon Survey | —         | MPC                           |
| 389798     | 2011 UE141 | 23 out 2011 | Mount Lemmon     | Mount Lemmon Survey | —         | MPC                           |
| 389799     | 2011 UC144 | 29 set 2005 | Kitt Peak        | Spacewatch          | Ursula    | MPC                           |
| 389800     | 2011 UD152 | 17 mar 2009 | Kitt Peak        | Spacewatch          | —         | MPC                           |

## 389801–389900
| Designação | Designação | Descoberta  | Descoberta    | Descobridor(es)     | Categoria | Mais informações / Referência |
| Permanente | Provisória | Data        | Local         | Descobridor(es)     | Categoria | Mais informações / Referência |
| ---------- | ---------- | ----------- | ------------- | ------------------- | --------- | ----------------------------- |
| 389801     | 2011 UH190 | 20 nov 2006 | Kitt Peak     | Spacewatch          | —         | MPC                           |
| 389802     | 2011 UW221 | 15 mai 2010 | WISE          | WISE                | —         | MPC                           |
| 389803     | 2011 UU285 | 5 nov 2007  | Kitt Peak     | Spacewatch          | —         | MPC                           |
| 389804     | 2011 UA298 | 19 mar 2009 | Kitt Peak     | Spacewatch          | —         | MPC                           |
| 389805     | 2011 UZ314 | 11 abr 2010 | Kitt Peak     | Spacewatch          | —         | MPC                           |
| 389806     | 2011 UE347 | 27 ago 2005 | Kitt Peak     | Spacewatch          | —         | MPC                           |
| 389807     | 2011 UD356 | 27 set 2006 | Kitt Peak     | Spacewatch          | —         | MPC                           |
| 389808     | 2011 UT369 | 31 mar 2005 | Anderson Mesa | LONEOS              | —         | MPC                           |
| 389809     | 2011 UL395 | 19 mar 2009 | Kitt Peak     | Spacewatch          | —         | MPC                           |
| 389810     | 2011 UD404 | 31 out 2011 | Mount Lemmon  | Mount Lemmon Survey | Vesta     | MPC                           |
| 389811     | 2011 UA405 | 14 mar 2004 | Kitt Peak     | Spacewatch          | —         | MPC                           |
| 389812     | 2011 UL406 | 6 ago 2005  | Siding Spring | SSS                 | —         | MPC                           |
| 389813     | 2011 VB20  | 15 nov 2006 | Kitt Peak     | Spacewatch          | —         | MPC                           |
| 389814     | 2011 VV22  | 28 out 2006 | Kitt Peak     | Spacewatch          | Brangane  | MPC                           |
| 389815     | 2011 VC23  | 1 out 2000  | Socorro       | LINEAR              | —         | MPC                           |
| 389816     | 2011 WJ4   | 28 abr 2009 | Mount Lemmon  | Mount Lemmon Survey | —         | MPC                           |
| 389817     | 2011 WW37  | 24 mar 2003 | Kitt Peak     | Spacewatch          | —         | MPC                           |
| 389818     | 2011 WC47  | 26 abr 2003 | Kitt Peak     | Spacewatch          | —         | MPC                           |
| 389819     | 2011 WV47  | 5 fev 2009  | Kitt Peak     | Spacewatch          | —         | MPC                           |
| 389820     | 2011 WU92  | 12 out 2010 | Mount Lemmon  | Mount Lemmon Survey | —         | MPC                           |
| 389821     | 2011 WX149 | 30 ago 2005 | Kitt Peak     | Spacewatch          | Brangane  | MPC                           |
| 389822     | 2011 XW1   | 17 out 2010 | Mount Lemmon  | Mount Lemmon Survey | Vesta     | MPC                           |
| 389823     | 2011 YP24  | 25 dez 2011 | Kitt Peak     | Spacewatch          | Vesta     | MPC                           |
| 389824     | 2011 YH75  | 27 dez 2011 | Mount Lemmon  | Mount Lemmon Survey | Vesta     | MPC                           |
| 389825     | 2012 AM1   | 3 set 2008  | Kitt Peak     | Spacewatch          | Vesta     | MPC                           |
| 389826     | 2012 BU60  | 19 jan 2001 | Kitt Peak     | Spacewatch          | Vesta     | MPC                           |
| 389827     | 2012 BN96  | 7 set 2008  | Mount Lemmon  | Mount Lemmon Survey | Vesta     | MPC                           |
| 389828     | 2012 BY117 | 11 abr 2005 | Mount Lemmon  | Mount Lemmon Survey | —         | MPC                           |
| 389829     | 2012 DC5   | 4 mar 2005  | Mount Lemmon  | Mount Lemmon Survey | —         | MPC                           |
| 389830     | 2012 EY1   | 28 jan 2003 | Kitt Peak     | Spacewatch          | —         | MPC                           |
| 389831     | 2012 FN12  | 10 mar 2007 | Kitt Peak     | Spacewatch          | —         | MPC                           |
| 389832     | 2012 HG33  | 4 fev 2000  | Kitt Peak     | Spacewatch          | —         | MPC                           |
| 389833     | 2012 JW5   | 29 dez 2005 | Catalina      | CSS                 | Juno      | MPC                           |
| 389834     | 2012 JG46  | 7 dez 2005  | Kitt Peak     | Spacewatch          | —         | MPC                           |
| 389835     | 2012 OG5   | 21 out 2009 | Mount Lemmon  | Mount Lemmon Survey | —         | MPC                           |
| 389836     | 2012 PQ4   | 14 nov 2007 | Socorro       | LINEAR              | Juno      | MPC                           |
| 389837     | 2012 PP23  | 27 jan 2007 | Kitt Peak     | Spacewatch          | —         | MPC                           |
| 389838     | 2012 PY26  | 29 mar 2008 | Kitt Peak     | Spacewatch          | —         | MPC                           |
| 389839     | 2012 PU37  | 23 ago 2004 | Kitt Peak     | Spacewatch          | Juno      | MPC                           |
| 389840     | 2012 QV19  | 27 jan 2007 | Kitt Peak     | Spacewatch          | —         | MPC                           |
| 389841     | 2012 QV25  | 30 set 2008 | Catalina      | CSS                 | —         | MPC                           |
| 389842     | 2012 QO30  | 1 out 2008  | Mount Lemmon  | Mount Lemmon Survey | —         | MPC                           |
| 389843     | 2012 QP30  | 5 fev 2000  | Kitt Peak     | Spacewatch          | —         | MPC                           |
| 389844     | 2012 QQ37  | 17 fev 2001 | Kitt Peak     | Spacewatch          | —         | MPC                           |
| 389845     | 2012 QX51  | 23 set 2008 | Mount Lemmon  | Mount Lemmon Survey | —         | MPC                           |
| 389846     | 2012 RS3   | 7 dez 2005  | Kitt Peak     | Spacewatch          | —         | MPC                           |
| 389847     | 2012 RF5   | 17 dez 2009 | Kitt Peak     | Spacewatch          | —         | MPC                           |
| 389848     | 2012 RJ5   | 20 mar 2010 | Mount Lemmon  | Mount Lemmon Survey | —         | MPC                           |
| 389849     | 2012 RB7   | 19 nov 2001 | Socorro       | LINEAR              | —         | MPC                           |
| 389850     | 2012 RT15  | 12 nov 2006 | Mount Lemmon  | Mount Lemmon Survey | —         | MPC                           |
| 389851     | 2012 RE18  | 24 out 1998 | Kitt Peak     | Spacewatch          | —         | MPC                           |
| 389852     | 2012 RY19  | 13 mar 2010 | Mount Lemmon  | Mount Lemmon Survey | —         | MPC                           |
| 389853     | 2012 RS24  | 19 set 2001 | Socorro       | LINEAR              | —         | MPC                           |
| 389854     | 2012 RT24  | 12 jan 2010 | Catalina      | CSS                 | —         | MPC                           |
| 389855     | 2012 RG26  | 30 dez 2005 | Mount Lemmon  | Mount Lemmon Survey | —         | MPC                           |
| 389856     | 2012 RL28  | 18 nov 2004 | Siding Spring | SSS                 | —         | MPC                           |
| 389857     | 2012 RQ28  | 13 set 1998 | Kitt Peak     | Spacewatch          | —         | MPC                           |
| 389858     | 2012 RC29  | 18 dez 2004 | Mount Lemmon  | Mount Lemmon Survey | —         | MPC                           |
| 389859     | 2012 RY33  | 28 set 2003 | Kitt Peak     | Spacewatch          | —         | MPC                           |
| 389860     | 2012 RX34  | 24 out 2008 | Kitt Peak     | Spacewatch          | —         | MPC                           |
| 389861     | 2012 RT39  | 26 dez 2005 | Kitt Peak     | Spacewatch          | —         | MPC                           |
| 389862     | 2012 RX39  | 11 nov 2009 | Kitt Peak     | Spacewatch          | —         | MPC                           |
| 389863     | 2012 RY40  | 2 out 1999  | Kitt Peak     | Spacewatch          | —         | MPC                           |
| 389864     | 2012 RF41  | 1 nov 2008  | Catalina      | CSS                 | —         | MPC                           |
| 389865     | 2012 RJ42  | 23 nov 2009 | Mount Lemmon  | Mount Lemmon Survey | —         | MPC                           |
| 389866     | 2012 RZ42  | 21 dez 2008 | Catalina      | CSS                 | —         | MPC                           |
| 389867     | 2012 SH3   | 13 jan 2005 | Catalina      | CSS                 | —         | MPC                           |
| 389868     | 2012 ST3   | 30 set 2003 | Kitt Peak     | Spacewatch          | —         | MPC                           |
| 389869     | 2012 SY9   | 9 ago 2007  | Kitt Peak     | Spacewatch          | —         | MPC                           |
| 389870     | 2012 SB10  | 21 out 2007 | Mount Lemmon  | Mount Lemmon Survey | —         | MPC                           |
| 389871     | 2012 SW10  | 4 abr 1995  | Kitt Peak     | Spacewatch          | —         | MPC                           |
| 389872     | 2012 SH11  | 18 dez 2003 | Kitt Peak     | Spacewatch          | —         | MPC                           |
| 389873     | 2012 SH12  | 29 jul 2008 | Kitt Peak     | Spacewatch          | —         | MPC                           |
| 389874     | 2012 SL18  | 27 out 2008 | Kitt Peak     | Spacewatch          | —         | MPC                           |
| 389875     | 2012 SM18  | 23 set 2001 | Socorro       | LINEAR              | —         | MPC                           |
| 389876     | 2012 SU18  | 28 set 1997 | Kitt Peak     | Spacewatch          | —         | MPC                           |
| 389877     | 2012 SX25  | 20 nov 2001 | Socorro       | LINEAR              | —         | MPC                           |
| 389878     | 2012 SA42  | 28 ago 2005 | Kitt Peak     | Spacewatch          | —         | MPC                           |
| 389879     | 2012 SC44  | 23 abr 1998 | Kitt Peak     | Spacewatch          | —         | MPC                           |
| 389880     | 2012 SJ45  | 3 out 1999  | Kitt Peak     | Spacewatch          | —         | MPC                           |
| 389881     | 2012 SR54  | 29 out 2003 | Kitt Peak     | Spacewatch          | —         | MPC                           |
| 389882     | 2012 SY55  | 27 out 2008 | Mount Lemmon  | Mount Lemmon Survey | Phocaea   | MPC                           |
| 389883     | 2012 SL59  | 3 mar 2009  | Kitt Peak     | Spacewatch          | —         | MPC                           |
| 389884     | 2012 SA61  | 28 out 2008 | Mount Lemmon  | Mount Lemmon Survey | —         | MPC                           |
| 389885     | 2012 SD61  | 26 set 1998 | Socorro       | LINEAR              | —         | MPC                           |
| 389886     | 2012 SS61  | 23 ago 2001 | Anderson Mesa | LONEOS              | Ursula    | MPC                           |
| 389887     | 2012 SX64  | 2 out 2003  | Kitt Peak     | Spacewatch          | —         | MPC                           |
| 389888     | 2012 TG2   | 23 out 2009 | Mount Lemmon  | Mount Lemmon Survey | —         | MPC                           |
| 389889     | 2012 TL5   | 25 mar 2007 | Mount Lemmon  | Mount Lemmon Survey | —         | MPC                           |
| 389890     | 2012 TE7   | 18 jan 2005 | Catalina      | CSS                 | —         | MPC                           |
| 389891     | 2012 TS8   | 15 out 1995 | Kitt Peak     | Spacewatch          | —         | MPC                           |
| 389892     | 2012 TJ9   | 30 dez 2008 | Kitt Peak     | Spacewatch          | —         | MPC                           |
| 389893     | 2012 TL13  | 2 mai 2006  | Mount Lemmon  | Mount Lemmon Survey | —         | MPC                           |
| 389894     | 2012 TZ13  | 14 out 2001 | Socorro       | LINEAR              | —         | MPC                           |
| 389895     | 2012 TB14  | 1 mar 2008  | Kitt Peak     | Spacewatch          | —         | MPC                           |
| 389896     | 2012 TW17  | 20 fev 2009 | Kitt Peak     | Spacewatch          | —         | MPC                           |
| 389897     | 2012 TD23  | 29 abr 2008 | Kitt Peak     | Spacewatch          | —         | MPC                           |
| 389898     | 2012 TM27  | 27 out 2005 | Kitt Peak     | Spacewatch          | —         | MPC                           |
| 389899     | 2012 TP27  | 13 abr 2004 | Kitt Peak     | Spacewatch          | —         | MPC                           |
| 389900     | 2012 TX27  | 13 abr 2001 | Kitt Peak     | Spacewatch          | —         | MPC                           |

## 389901–390000
| Designação | Designação | Descoberta  | Descoberta       | Descobridor(es)     | Categoria | Mais informações / Referência |
| Permanente | Provisória | Data        | Local            | Descobridor(es)     | Categoria | Mais informações / Referência |
| ---------- | ---------- | ----------- | ---------------- | ------------------- | --------- | ----------------------------- |
| 389901     | 2012 TP32  | 9 nov 2007  | Mount Lemmon     | Mount Lemmon Survey | —         | MPC                           |
| 389902     | 2012 TA37  | 2 nov 2007  | Mount Lemmon     | Mount Lemmon Survey | —         | MPC                           |
| 389903     | 2012 TE38  | 7 ago 2008  | Kitt Peak        | Spacewatch          | —         | MPC                           |
| 389904     | 2012 TH40  | 14 nov 2006 | Mount Lemmon     | Mount Lemmon Survey | —         | MPC                           |
| 389905     | 2012 TC42  | 22 dez 2008 | Mount Lemmon     | Mount Lemmon Survey | —         | MPC                           |
| 389906     | 2012 TL54  | 13 dez 2004 | Kitt Peak        | Spacewatch          | —         | MPC                           |
| 389907     | 2012 TY54  | 21 out 2008 | Kitt Peak        | Spacewatch          | —         | MPC                           |
| 389908     | 2012 TO56  | 27 ago 2006 | Kitt Peak        | Spacewatch          | Ursula    | MPC                           |
| 389909     | 2012 TZ56  | 8 mar 2009  | Mount Lemmon     | Mount Lemmon Survey | —         | MPC                           |
| 389910     | 2012 TP57  | 25 nov 2005 | Mount Lemmon     | Mount Lemmon Survey | —         | MPC                           |
| 389911     | 2012 TP58  | 10 mar 2011 | Kitt Peak        | Spacewatch          | —         | MPC                           |
| 389912     | 2012 TY65  | 6 out 1999  | Socorro          | LINEAR              | —         | MPC                           |
| 389913     | 2012 TX69  | 31 jul 2008 | Mount Lemmon     | Mount Lemmon Survey | —         | MPC                           |
| 389914     | 2012 TH74  | 20 nov 2001 | Socorro          | LINEAR              | —         | MPC                           |
| 389915     | 2012 TG87  | 23 mar 2003 | Kitt Peak        | Spacewatch          | —         | MPC                           |
| 389916     | 2012 TC88  | 23 out 2003 | Kitt Peak        | Spacewatch          | —         | MPC                           |
| 389917     | 2012 TH91  | 21 nov 2009 | Mount Lemmon     | Mount Lemmon Survey | Mitidika  | MPC                           |
| 389918     | 2012 TG93  | 23 jan 2006 | Kitt Peak        | Spacewatch          | —         | MPC                           |
| 389919     | 2012 TO97  | 18 set 2003 | Kitt Peak        | Spacewatch          | —         | MPC                           |
| 389920     | 2012 TT99  | 7 out 1996  | Kitt Peak        | Spacewatch          | —         | MPC                           |
| 389921     | 2012 TN102 | 26 dez 2005 | Kitt Peak        | Spacewatch          | —         | MPC                           |
| 389922     | 2012 TO102 | 5 abr 2010  | Kitt Peak        | Spacewatch          | —         | MPC                           |
| 389923     | 2012 TX104 | 21 ago 2006 | Kitt Peak        | Spacewatch          | Ursula    | MPC                           |
| 389924     | 2012 TT109 | 31 jan 2009 | Kitt Peak        | Spacewatch          | —         | MPC                           |
| 389925     | 2012 TU118 | 20 mar 2007 | Anderson Mesa    | LONEOS              | —         | MPC                           |
| 389926     | 2012 TJ125 | 1 jan 2009  | Kitt Peak        | Spacewatch          | —         | MPC                           |
| 389927     | 2012 TD126 | 11 dez 2004 | Catalina         | CSS                 | Phocaea   | MPC                           |
| 389928     | 2012 TH129 | 18 dez 1999 | Kitt Peak        | Spacewatch          | —         | MPC                           |
| 389929     | 2012 TM129 | 21 out 2008 | Kitt Peak        | Spacewatch          | —         | MPC                           |
| 389930     | 2012 TS130 | 27 out 2008 | Mount Lemmon     | Mount Lemmon Survey | —         | MPC                           |
| 389931     | 2012 TB131 | 14 dez 2001 | Socorro          | LINEAR              | —         | MPC                           |
| 389932     | 2012 TO131 | 1 out 1998  | Kitt Peak        | Spacewatch          | —         | MPC                           |
| 389933     | 2012 TR131 | 8 out 2012  | Kitt Peak        | Spacewatch          | —         | MPC                           |
| 389934     | 2012 TA133 | 21 set 2003 | Kitt Peak        | Spacewatch          | —         | MPC                           |
| 389935     | 2012 TX133 | 12 mar 2010 | Catalina         | CSS                 | —         | MPC                           |
| 389936     | 2012 TT134 | 18 nov 2008 | Kitt Peak        | Spacewatch          | —         | MPC                           |
| 389937     | 2012 TG136 | 23 out 1995 | Kitt Peak        | Spacewatch          | —         | MPC                           |
| 389938     | 2012 TC138 | 15 out 1995 | Kitt Peak        | Spacewatch          | —         | MPC                           |
| 389939     | 2012 TB145 | 25 abr 2004 | Kitt Peak        | Spacewatch          | —         | MPC                           |
| 389940     | 2012 TP149 | 28 dez 2005 | Kitt Peak        | Spacewatch          | —         | MPC                           |
| 389941     | 2012 TJ150 | 16 set 2006 | Kitt Peak        | Spacewatch          | —         | MPC                           |
| 389942     | 2012 TF151 | 17 dez 2003 | Kitt Peak        | Spacewatch          | —         | MPC                           |
| 389943     | 2012 TC154 | 29 out 2008 | Mount Lemmon     | Mount Lemmon Survey | —         | MPC                           |
| 389944     | 2012 TV157 | 23 mai 2006 | Kitt Peak        | Spacewatch          | —         | MPC                           |
| 389945     | 2012 TR161 | 7 set 2008  | Mount Lemmon     | Mount Lemmon Survey | —         | MPC                           |
| 389946     | 2012 TM163 | 23 mar 2006 | Kitt Peak        | Spacewatch          | —         | MPC                           |
| 389947     | 2012 TY163 | 22 out 2008 | Kitt Peak        | Spacewatch          | —         | MPC                           |
| 389948     | 2012 TQ166 | 28 set 2003 | Kitt Peak        | Spacewatch          | —         | MPC                           |
| 389949     | 2012 TA167 | 2 out 1997  | Caussols         | ODAS                | —         | MPC                           |
| 389950     | 2012 TH168 | 8 abr 2010  | Kitt Peak        | Spacewatch          | —         | MPC                           |
| 389951     | 2012 TM168 | 31 dez 2008 | Mount Lemmon     | Mount Lemmon Survey | —         | MPC                           |
| 389952     | 2012 TV168 | 21 set 2001 | Socorro          | LINEAR              | —         | MPC                           |
| 389953     | 2012 TX168 | 26 jan 2007 | Kitt Peak        | Spacewatch          | —         | MPC                           |
| 389954     | 2012 TW169 | 24 nov 2008 | Mount Lemmon     | Mount Lemmon Survey | Maria     | MPC                           |
| 389955     | 2012 TR178 | 19 out 2003 | Kitt Peak        | Spacewatch          | —         | MPC                           |
| 389956     | 2012 TD187 | 1 out 2005  | Kitt Peak        | Spacewatch          | —         | MPC                           |
| 389957     | 2012 TN188 | 25 out 2008 | Catalina         | CSS                 | —         | MPC                           |
| 389958     | 2012 TD189 | 21 nov 2005 | Kitt Peak        | Spacewatch          | —         | MPC                           |
| 389959     | 2012 TV189 | 5 dez 2007  | Kitt Peak        | Spacewatch          | —         | MPC                           |
| 389960     | 2012 TS190 | 28 mar 2011 | Kitt Peak        | Spacewatch          | —         | MPC                           |
| 389961     | 2012 TU190 | 25 mar 2003 | Anderson Mesa    | LONEOS              | —         | MPC                           |
| 389962     | 2012 TS196 | 3 out 1999  | Socorro          | LINEAR              | Phocaea   | MPC                           |
| 389963     | 2012 TP199 | 12 out 2007 | Mount Lemmon     | Mount Lemmon Survey | —         | MPC                           |
| 389964     | 2012 TG200 | 28 fev 2009 | Kitt Peak        | Spacewatch          | —         | MPC                           |
| 389965     | 2012 TN200 | 1 out 2003  | Kitt Peak        | Spacewatch          | —         | MPC                           |
| 389966     | 2012 TZ200 | 28 dez 2005 | Catalina         | CSS                 | —         | MPC                           |
| 389967     | 2012 TQ213 | 11 set 2004 | Kitt Peak        | Spacewatch          | —         | MPC                           |
| 389968     | 2012 TY213 | 7 set 2008  | Mount Lemmon     | Mount Lemmon Survey | —         | MPC                           |
| 389969     | 2012 TJ214 | 24 mar 2006 | Mount Lemmon     | Mount Lemmon Survey | —         | MPC                           |
| 389970     | 2012 TU218 | 19 nov 2007 | Kitt Peak        | Spacewatch          | —         | MPC                           |
| 389971     | 2012 TF223 | 29 ago 2006 | Kitt Peak        | Spacewatch          | —         | MPC                           |
| 389972     | 2012 TF224 | 26 mar 2008 | Mount Lemmon     | Mount Lemmon Survey | —         | MPC                           |
| 389973     | 2012 TN224 | 6 set 2008  | Mount Lemmon     | Mount Lemmon Survey | —         | MPC                           |
| 389974     | 2012 TO227 | 7 set 2008  | Mount Lemmon     | Mount Lemmon Survey | —         | MPC                           |
| 389975     | 2012 TW234 | 5 dez 2002  | Kitt Peak        | Spacewatch          | —         | MPC                           |
| 389976     | 2012 TP235 | 8 mai 2005  | Mount Lemmon     | Mount Lemmon Survey | —         | MPC                           |
| 389977     | 2012 TP237 | 27 set 2008 | Mount Lemmon     | Mount Lemmon Survey | —         | MPC                           |
| 389978     | 2012 TD238 | 9 fev 2007  | Kitt Peak        | Spacewatch          | —         | MPC                           |
| 389979     | 2012 TL252 | 2 dez 2005  | Kitt Peak        | Spacewatch          | —         | MPC                           |
| 389980     | 2012 TQ254 | 17 set 2006 | Kitt Peak        | Spacewatch          | Brangane  | MPC                           |
| 389981     | 2012 TB255 | 20 set 2003 | Campo Imperatore | CINEOS              | Phocaea   | MPC                           |
| 389982     | 2012 TL255 | 26 set 2006 | Catalina         | CSS                 | —         | MPC                           |
| 389983     | 2012 TF256 | 2 out 2003  | Kitt Peak        | Spacewatch          | —         | MPC                           |
| 389984     | 2012 TM267 | 24 nov 2003 | Kitt Peak        | Spacewatch          | —         | MPC                           |
| 389985     | 2012 TF270 | 11 mar 2011 | Kitt Peak        | Spacewatch          | —         | MPC                           |
| 389986     | 2012 TT281 | 12 dez 2004 | Kitt Peak        | Spacewatch          | —         | MPC                           |
| 389987     | 2012 TB287 | 2 nov 2005  | Mount Lemmon     | Mount Lemmon Survey | —         | MPC                           |
| 389988     | 2012 TV289 | 6 out 1999  | Socorro          | LINEAR              | —         | MPC                           |
| 389989     | 2012 TZ289 | 6 abr 2005  | Mount Lemmon     | Mount Lemmon Survey | —         | MPC                           |
| 389990     | 2012 TF290 | 1 out 1999  | Catalina         | CSS                 | —         | MPC                           |
| 389991     | 2012 TP290 | 7 nov 2007  | Kitt Peak        | Spacewatch          | —         | MPC                           |
| 389992     | 2012 TA291 | 27 fev 2006 | Kitt Peak        | Spacewatch          | —         | MPC                           |
| 389993     | 2012 TP291 | 21 abr 2009 | Mount Lemmon     | Mount Lemmon Survey | —         | MPC                           |
| 389994     | 2012 TC295 | 21 set 2003 | Kitt Peak        | Spacewatch          | —         | MPC                           |
| 389995     | 2012 TF296 | 24 jan 1996 | Kitt Peak        | Spacewatch          | —         | MPC                           |
| 389996     | 2012 TO296 | 21 mar 2001 | Kitt Peak        | Spacewatch          | —         | MPC                           |
| 389997     | 2012 TT296 | 24 ago 2007 | Kitt Peak        | Spacewatch          | —         | MPC                           |
| 389998     | 2012 TV297 | 19 abr 2006 | Mount Lemmon     | Mount Lemmon Survey | —         | MPC                           |
| 389999     | 2012 TP299 | 19 set 2001 | Socorro          | LINEAR              | —         | MPC                           |
| 390000     | 2012 TB300 | 13 set 2007 | Mount Lemmon     | Mount Lemmon Survey | —         | MPC                           |